# Anarquismo
Anarquismo é uma ideologia política que se opõe a todo tipo de hierarquia e dominação, seja ela política, econômica, social ou cultural, como o Estado, o capitalismo, as instituições religiosas, o racismo e o patriarcado. Através de uma análise crítica da dominação, o anarquismo pretende superar a ordem social na qual esta se faz presente através de um projeto construtivo baseado na defesa da autogestão, tendo em vista a constituição de uma sociedade libertária baseada na cooperação e na ajuda mútua entre os indivíduos e onde estes possam associar-se livremente.
Os meios para se alcançar tais objetivos são motivos de debates e divergências entre os anarquistas. Com base em discussões estratégicas acerca da organização anarquista, das lutas de curto prazo e da violência, estabelecem-se duas correntes do anarquismo: o anarquismo insurrecionário e o anarquismo social ou de massas. O anarquismo insurrecionário afirma que as lutas de curto prazo por reformas e que os movimentos de massa organizados são incompatíveis com o anarquismo, dando ênfase à propaganda pelo ato como o principal meio para despertar uma revolta espontânea revolucionária. Já o anarquismo social ou de massas enfatiza a noção de que apenas movimentos de massa podem ser capazes de provocar a transformação social desejada pelos anarquistas, e que tais movimentos, constituídos normalmente por meio de lutas por reformas e questões imediatas, devem contar com a presença dos anarquistas, que devem trabalhar no sentido de radicalizá-los e transformá-los em agentes revolucionários.
Historicamente, o anarquismo é um fenômeno moderno, surgindo na segunda metade do século XIX no contexto da Segunda Revolução Industrial, a partir da radicalização do mutualismo de Pierre-Joseph Proudhon no seio da Associação Internacional dos Trabalhadores (AIT), durante o final da década de 1860. Entre 1868 e 1894, o anarquismo já havia se desenvolvido significativamente e também havia sido difundido globalmente, exercendo, até 1949, grande influência entre os movimentos operários e revolucionários, embora tenha continuado a exercer influência significativa em diversos movimentos sociais do período pós-guerra até a contemporaneidade, entre fluxos e refluxos.

## Etimologia e terminologia
O termo anarquismo é composto pela palavra anarquia e pelo sufixo -ismo, derivando do grego ἀναρχος, transliterado anarkhos, que significa "sem governantes", a partir do prefixo ἀν-, an-, "sem" + ἄρχή, arkhê, "soberania, reino, magistratura" + o sufixo -ισμός, -ismós, da raiz verbal -ιζειν, -izein. O primeiro uso conhecido da palavra data de 1539. A palavra passou a ser amplamente utilizada no contexto da Revolução Francesa, sendo utilizada por Robespierre para desqualificar grupos radicais de oposição, como os enragés de Jacques Roux, tendo uma conotação essencialmente negativa. O primeiro filósofo a declarar-se anarquista foi Pierre-Joseph Proudhon, em 1840, na sua obra O Que É a Propriedade?, ao perceber a ambiguidade da palavra grega anarchos, que pode significar não apenas a desordem, mas também a falta de governo em situações onde este é considerado desnecessário, proclamando-se anarquista com base neste último significado, numa tentativa de ressaltar que a crítica que se propunha fazer ao Estado e a autoridade não implicava na defesa da desordem, tentando assim atribuir ao termo um sentido positivo.
Entretanto, apenas progressivamente o termo foi perdendo sua conotação negativa, e os primeiros militantes anarquistas, no contexto da Associação Internacional dos Trabalhadores (AIT), jamais se declararam como tal, preferindo a utilização de termos como "socialismo revolucionário" ou "coletivismo". Os termos "anarquia" e "anarquismo" passaram a ser reivindicados pelos militantes de uma forma mais generalizada apenas após a cisão da AIT e a formação da Internacional de Saint-Imier, em 1872. Entretanto, não houve uma homogeneização nesse sentido, e outros termos tais como "socialismo libertário", "comunismo libertário" e "socialismo antiautoritário" foram amplamente reivindicados por militantes anarquistas, embora não possam ser associados como sinônimos do anarquismo em alguns casos, pois estendem-se também a outros setores da esquerda socialista e revolucionária.

## História
O surgimento do anarquismo relaciona-se a um contexto histórico particular da segunda metade do século XIX, que implicou mudanças sociais amplas e significativas. Os historiadores Lucien van der Walt e Steven Hirsch apontam que, durante o século XIX, o capitalismo desenvolveu-se e globalizou-se, a partir da integração das estruturas econômicas mundiais, dentro de marcos estabelecidos pela Segunda Revolução Industrial; ao mesmo tempo, os Estados Modernos consolidaram-se e levaram a cabo uma expansão imperial significativa ligada em grande parte ao aumento da produção mundial e às novas tecnologias desenvolvidas. Tais processos são acompanhados por um crescimento significativo da imigração de trabalhadores, com aumentos sem precedentes na migração transoceânica e intracontinental e ao mesmo tempo por um desenvolvimento significativo das tecnologias em geral, em especial dos transportes e das comunicações. A promoção do racionalismo e a circulação de valores modernos como a liberdade individual e a igualdade perante a lei, que ganharam relevância com a Revolução Francesa e contribuíram com o enfraquecimento da influência religiosa na sociedade, também são aspectos a serem levados em consideração no contexto de surgimento do anarquismo. Assim como a reorganização das classes sociais e seu protagonismo em conflitos nas cidades e nos campos, que, em geral, acabaram contribuindo com o fortalecimento da noção de que a ação humana poderia modificar o futuro. Em especial, os conflitos de classe fortaleceram a noção de que os oprimidos, por meio de sua ação, poderiam transformar a sociedade, noção favorecida pelo próprio surgimento e desenvolvimento das ideias socialistas durante o início do século XIX. Nesse contexto, surgem movimentos que, não se sentindo contemplados pelas ideologias políticas em voga, desenvolvem, a partir de uma inter-relação prática-teórica, os elementos fundamentais do anarquismo. Este surge no seio da Associação Internacional dos Trabalhadores (AIT) no final da década de 1860 através da radicalização do mutualismo proudhonista. O anarquismo, entre 1868 e 1894, já havia se desenvolvido significativamente e também havia sido difundido globalmente, e exerceu, até 1949, grande influência entre os movimentos operários e revolucionários, embora tenha continuado a exercer influência significativa em diversos movimentos sociais do período pós-guerra até a contemporaneidade, entre fluxos e refluxos.

### Antecedentes
Alguns autores vêm identificando elementos considerados anarquistas em alguns autores anteriores à segunda metade do século XIX, como por exemplo, Lao Zi, Chuang-Tzu, Zenão de Cítio, Diógenes de Sinope e os demais cínicos, além de François Rabelais, Étienne de La Boétie, William Godwin e Max Stirner; também apontam-se elementos do anarquismo em movimentos religiosos como o dos anabatistas e o dos hussitas, e em movimentos radicais como o dos escavadores de Gerrard Winstanley e o dos enragés de Jacques Roux na Revolução Francesa. O proeminente anarquista russo Piotr Kropotkin, ao buscar pelas origens do anarquismo, procurou encontrá-las não em filósofos isolados, mas sim nas massas populares anônimas. Kropotkin afirmava que, através dos tempos, sempre houve duas correntes de pensamento e de ação em conflito nas sociedades humanas, sendo elas, de um lado a tendência ao apoio mútuo, exemplificada pelos costumes tribais, pelas comunidades aldeãs, pelas guildas medievais e por todas as outras instituições que Kropotkin afirmou serem "criadas e mantidas não através de leis mas pelo espírito criativo das massas"; e do outro lado, a tendência ao autoritarismo, representada pelas elites e governantes. Para Kropotkin, as raízes do anarquismo remontavam aos tempos pré-históricos e, a partir disso, passou a analisar toda a gama de movimentos rebeldes até os primeiros sindicalistas franceses, ao tentar construir a sua história do anarquismo. Entretanto, novos historiadores do anarquismo têm criticado tais abordagens, consideradas "ahistóricas", e defendem que a ideologia e o movimento anarquista são fenômenos relacionados ao contexto histórico particular da segunda metade do século XIX. Eles também têm argumentado que muitos dos filósofos considerados "pré-anarquistas", tais como Godwin e Stirner, não tiveram qualquer impacto significativo no desenvolvimento do anarquismo, sendo resgatados pelos militantes anarquistas posteriormente, quando o anarquismo já estava bem estabelecido globalmente.

O francês Pierre-Joseph Proudhon é considerado o precursor do anarquismo

O socialismo utópico de Charles Fourier influenciou fortemente os primeiros anarquistas, inclusive Pierre-Joseph Proudhon, cujo pensamento teve um impacto significativo entre os trabalhadores do século XIX e constituiu as bases do anarquismo. As teorias econômicas de Proudhon criticavam a propriedade privada, a exploração e interpretavam a sociedade de classes e o processo de luta de classes, afirmando que o "regime proprietário", colocando em oposição as classes sociais, tem, como fundamento, a "exploração do homem pelo homem". Juntamente com a sua crítica econômica, Proudhon criticou o Estado e o governo, unindo, numa mesma crítica, desde suas primeiras obras, a propriedade capitalista e o estadismo governamentalista, relacionando o capitalismo, a "exploração do homem pelo homem", e o estadismo, "governo do homem pelo homem". Há também em Proudhon a crítica à religião e à educação, que, para ele, atuariam como instrumentos de legitimação do capitalismo e do Estado. Para a solução do que chamou de "problema social", Proudhon propõe o mutualismo na economia e o federalismo na política, de modo que os trabalhadores viessem a se organizar em uma sociedade que se autogerisse economicamente e se autoadministrasse politicamente. O mutualismo federalista de Proudhon teria ainda, como objetivo, tornar "o trabalho do povo" e "a sociedade trabalhadora" as forças maiores que inverteriam as "fórmulas atuais da sociedade e envolva o capital e o Estado e os subjugue", de modo que os trabalhadores, organizados de baixo para cima em associações mutuais (agrícolas e industriais de produção, de consumo e de crédito), deveriam "simultaneamente inverter as relações do capital e do trabalho e inverter as relações do governo e da sociedade". Entretanto, há aspectos na obra de Proudhon que o distanciam do anarquismo, tais como posturas ambíguas em relação ao processo revolucionário, ora defendendo a violência e a revolução social e ora defendendo um processo gradual de mudança através de cooperativas mutualistas; ao próprio Estado, que em alguns momentos é duramente criticado e em outros considera-se a sua existência, ainda que de maneira descentralizada; além de ter sustentado, em alguns momentos, conciliações entre a burguesia e o proletariado. Entretanto, a crítica da dominação e a defesa da autogestão, além de sua ênfase na organização autogestionária e federalista dos trabalhadores, constituíram as bases do anarquismo, que surge no seio da Associação Internacional dos Trabalhadores (AIT) no final da década de 1860, com a radicalização do mutualismo proudhoniano.

### A Associação Internacional dos Trabalhadores, surgimento e desenvolvimento
Em meio ao contexto histórico da segunda metade do século XIX, em setembro de 1864, um número significativo de operários reunidos no St. Martin's Hall, em Londres, fundou a Associação Internacional dos Trabalhadores (AIT), conhecida posteriormente como Primeira Internacional. A AIT tinha, por objetivo, criar um organismo internacional no qual a classe trabalhadora pudesse se associar para discutir projetos comuns, constituindo um espaço que propiciou as condições para o surgimento do movimento anarquista, alguns anos após sua fundação. No início, as organizações operárias que integravam a AIT eram muito distintas entre si, incluindo sindicalistas reformistas, republicanos e democratas radicais, mutualistas proudhonianos e comunistas. Em um primeiro momento, a organização buscou articular-se em níveis locais, por meio de suas seções e, após o estabelecimento de suas bases de acordo, passa a agir internacionalmente. Em um primeiro momento, são realizados congressos anuais a partir de 1866.
O primeiro congresso, realizado em Genebra, na Suíça, aprovou os estatutos gerais da associação, deliberou pela estrutura federalista e foi reconhecida a função fundamental dos sindicatos, por constituírem eficientes centros de organização e luta da classe trabalhadora. O segundo congresso, ocorrido em Lausanne no ano de 1867, foi marcado pela forte presença dos mutualistas, que deliberaram o estímulo às cooperativas de crédito e de produção, nas quais se deveria fazer penetrar o espírito mutualista e federalista.  Já o terceiro congresso, realizado em Bruxelas, na Bélgica, em 1868, marcou um momento de radicalização da AIT, onde foram aprovadas resoluções sobre a socialização dos meios de produção e o incentivo à criação de novos sindicatos e ao ingresso das massas na AIT. Nesse congresso, a AIT recomendou o método federalista, devendo as decisões nos sindicatos ser tomadas pelas bases e com as delegações submetidas ao controle dos trabalhadores. Também foi sugerido o uso da greve geral como instrumento revolucionário. Os próprios movimentos populares que constituíam as bases da AIT haviam se radicalizado nesse período.
O Congresso de Bruxelas havia representado o triunfo do coletivismo sobre o mutualismo no seio da AIT, consolidado pela radicalização de muitos antigos mutualistas proudhonianos e no Congresso da Basileia de 1869, que contou com a presença de Mikhail Bakunin e outros coletivistas da Aliança da Democracia Socialista (ADS), que haviam acabado de romper com a Liga da Paz e da Liberdade e apresentado um pedido de adesão à Internacional, inicialmente rejeitado, sob o argumento de que a Aliança da Democracia Socialista também era uma organização internacional por si mesma, e apenas organizações nacionais eram permitidas enquanto membros da AIT. A Aliança, então, foi dissolvida e os vários grupos que a formavam uniram-se à Internacional separadamente. A Aliança é tida como a primeira organização específica anarquista e seu programa buscava estimular organizações de massas e veículos de propaganda pública e, ao mesmo tempo, articular uma organização política que teria, como objetivo, fortalecer a intervenção da ADS entre as massas. Seus militantes foram os responsáveis pela criação de seções da AIT em países onde ela ainda não existia, como na Espanha, na Itália, em Portugal e mesmo na América Latina através de correspondências, além da criação de novas seções em países onde a associação já operava, como a Federação do Jura na Suíça. Criando ou participando das seções da AIT, esses anarquistas promoveram programas que sustentavam a necessidade de mobilizações amplas de trabalhadores, articulados em movimentos classistas, para a realização de lutas populares combativas, independentes e organizadas em bases federalistas que fossem capazes de proporcionar conquistas imediatas aos trabalhadores e também caminhar rumo à revolução social e ao socialismo, passando necessariamente pela derrubada do capitalismo e do Estado.
Desde o Congresso da Basileia de 1869, os conflitos entre os federalistas, dentre os quais se encontravam Mikhail Bakunin e os anarquistas coletivistas, e os centralistas, que se encontravam fundamentalmente ao redor de Karl Marx e do Conselho Geral, se tornaram cada vez maiores. A Conferência de Londres, realizada em 1871, que teve participação restrita, sem representação das seções, constituiu as bases da cisão que se daria em 1872, no quinto congresso da AIT, em Haia. Esse congresso marcou a cisão definitiva da Internacional e do próprio movimento operário europeu. Os centralistas, que exerciam influência nas seções da Alemanha, Inglaterra e algumas dos Estados Unidos, decidiram transferir o Conselho Geral de Londres para Nova Iorque, declarando o fim da Internacional em 1876. Os federalistas, que exerciam influência nas seções da Espanha, Itália, Bélgica, Suíça, França e também algumas dos Estados Unidos, fundaram, ainda em 1872, a Internacional de Saint-Imier, que esteve ativa até 1877 e operou sob princípios federalistas. Foi com a formação da Internacional de Saint Imier que o anarquismo atingiu sua maturidade plena, tornando-se um corpo teórico que organiza, sistematiza, representa e justifica a luta, e os métodos de luta, para chegar a uma pretendida transformação profunda da sociedade.
De modo geral, durante a sua existência, a AIT havia estabelecido uma estrutura orgânica, com presença em diversos países, articulando, permanentemente, trabalhadores e movimentos classistas e internacionalistas que, em meio às suas produções teóricas e práticas, amadureceram e radicalizaram suas posições. As mobilizações locais de trabalhadores tiveram o apoio da associação e estimularam a solidariedade entre os operários. Experiências positivas e negativas foram utilizadas como base de reflexão crítica para a continuidade do movimento e discutiram-se questões centrais do movimento operário em geral, e do socialismo em particular, elementos que foram imprescindíveis para o surgimento e o desenvolvimento do anarquismo. Os militantes da Aliança da Democracia Socialista, atuando através da AIT, tiveram um papel determinante na difusão do anarquismo em diversas partes do mundo, especialmente na Europa, atuando de maneira significativa para o estabelecimento e crescimento das seções da Internacional na Espanha, Itália, Portugal e Suíça, onde ocorreram os primeiros grandes marcos históricos do movimento anarquista.

### Primeira onda (1868-1894)
Esse período foi marcado pelo surgimento do anarquismo no interior da AIT, entre os coletivistas, e pela sua difusão, por obra dos militantes da Aliança da Democracia Socialista, em diversos países, principalmente na Europa mas também através de correspondências com países fora do continente europeu, entre 1868 e 1872, e pelo amadurecimento do anarquismo no contexto da Internacional de Saint Imier. Nesse período, sua maior força encontrou-se na Europa e nas Américas, e sua estratégia fundamental foi o sindicalismo de intenção revolucionária, embora também tenha encontrado força em ações insurrecionais, tanto revoltas armadas como atentados, nas organizações específicas anarquistas, assim como em publicações e outras iniciativas culturais, como a criação de centros de cultura e escolas libertárias.
As primeiras iniciativas anarquistas ocorreram na Europa, em especial, na Espanha, onde os anarquistas fundaram organizações operárias, organizações específicas anarquistas e tiveram papel importante nas Revoltas Cantonalistas de 1873, que buscaram estabelecer por meio das armas, um federalismo radical, implicando a autonomia das cidades e dos cantões; e na Itália, onde fundam-se organizações operárias e organizações específicas anarquistas e tentam-se insurreições em 1874 e 1877. A Comuna de Paris, na França, é tida como o acontecimento mais relevante desse período; proclamada em 18 de março de 1871, a Comuna é considerada o primeiro governo operário da história, e nela tomaram parte muitos membros federalistas da AIT, incluindo alguns anarquistas. Embora estes não estivessem em maioria, o historiador George Woodcock chamou a atenção para sua participação nas atividades da Comuna:
Uma importante contribuição às atividades da Comuna e, em particular, à organização dos serviços públicos, foi feita por membros de várias facções anarquistas, incluindo-se os mutualistas Courbet, Longuet e Vermorel, os coletivistas libertários Varlin, Malon e Lefrançais e os bakuninistas Élie e Élisée Reclus e Louise Michel.
A grande repressão que se seguiu à Comuna de Paris — 30 mil mortos, cerca de 40 mil detenções e milhares de fugitivos — arrasou o movimento operário francês, e o anarquismo naquele país ingressou numa onda insurrecional, com diversos atentados levados a cabo ao final de 1890. Os principais atentados de anarquistas na França ocorreram entre 1892 e 1894, iniciados por Ravachol e sucedidos por Léauthier, Théodule Meunier, Auguste Vaillant, Émile Henry e Sante Caserio.
O movimento anarquista, nesse período, também consolidou-se nas Américas; no México, já em 1868 foi fundada uma organização específica anarquista, La Social, e entre 1877 e 1878, os anarquistas constituíram hegemonia no movimento operário mexicano, articulados no Gran Círculo de Obreros en México (GCOM).  O anarquismo também surgiu em Cuba entre 1883 e 1885, com a formação de organizações específicas anarquistas e organizações operárias; os anarquistas cubanos também tomaram parte na luta anticolonial e na Guerra de Independência Cubana nesse período. Na parte sul do continente, o anarquismo surgiu no Uruguai e no Chile em 1872, a partir da constituição de seções da AIT nesses países, e começa a se desenvolver logo em seguida. Na Argentina, o movimento anarquista surge em 1876, com a fundação do Centro de Propaganda Obrera e, depois, do Círculo Comunista Anárquico; visitas de anarquistas italianos ao país em 1887 possibilitaram a fundação do sindicato dos padeiros e também trouxeram para a Argentina o debate acerca do organizacionismo e antiorganizacionismo.

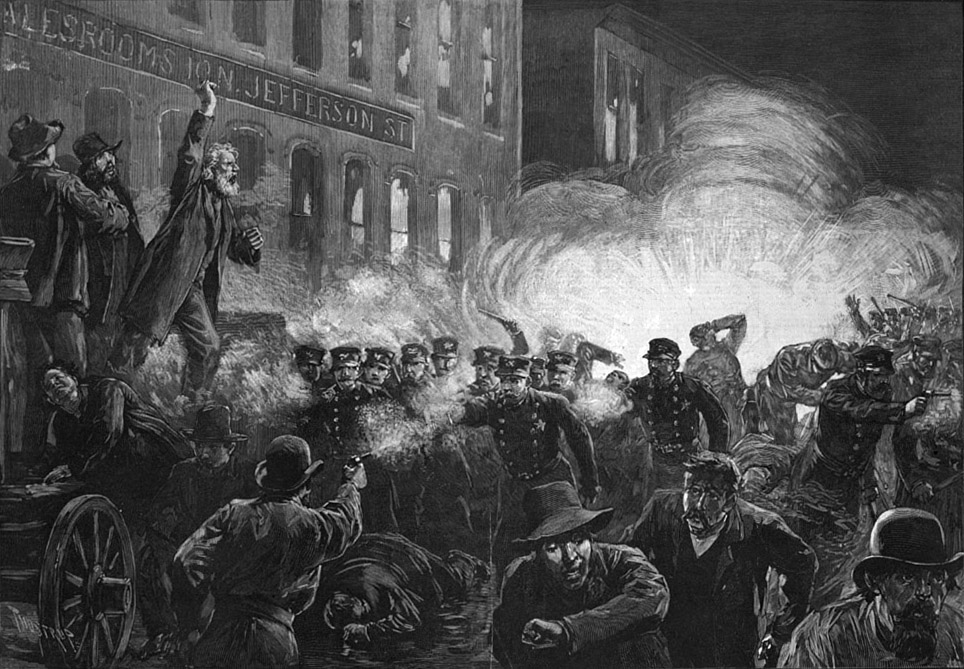
Representação artística da Revolta de Haymarket

Nos Estados Unidos, o movimento anarquista consolidou-se com o Congresso de Pittsburgh, em 1883, e com a fundação da International Working People's Association (IWPA), mais conhecida como Internacional Negra, expressão de massas anarquista que, em 1886, chegou a ter 2 500 militantes e contar com 10 000 colaboradores; outros marcos significativos foram a fundação, em 1884, da Central Labor Union (CLU), que somente em Chicago chegou a ter 28 mil trabalhadores em 1886, e a greve pelas oito horas de trabalho ocorrida em maio daquele mesmo ano, que envolveu cerca de 300 mil trabalhadores ao redor dos EUA e terminou com a condenação à morte de cinco militantes anarquistas em Chicago, após o incidente que ficou conhecido como Revolta de Haymarket. Em 1889, o Primeiro de Maio foi estabelecido pela Segunda Internacional como o Dia Internacional dos Trabalhadores, em homenagem aos cinco militantes anarquistas mortos, que ficaram conhecidos como Mártires de Chicago.
Na África, o movimento anarquista surgiu em 1876 no Egito, com imigrantes italianos que constituíram, em 1877, uma seção da Internacional de St. Imier e, em 1881, o Círculo Europeu de Estudos Sociais. Na África do Sul, a propaganda anarquista surgiu em 1886, por obra de imigrantes ingleses, mas o movimento anarquista nesse país só foi se desenvolver alguns anos mais tarde.
Dentre os elementos que contribuíram com o refluxo dessa onda, destacam-se a dura repressão aos anarquistas, ocasionada como resposta à Comuna de Paris, aos atentados na França e ao movimento operário nos Estados Unidos, além do fortalecimento das estratégias eleitorais entre os trabalhadores.

### Segunda onda (1895-1923)
A segunda onda do movimento anarquista é considerada a maior e mais relevante, marcada pela consolidação do sindicalismo de intenção revolucionária e das organizações específicas anarquistas em tempos de guerra e reação. O contexto em que se insere esse período é o da expansão do capitalismo, potencializada nos anos 1890 com a abertura de colônias africanas e várias partes da Ásia à dominação imperialista. A Primeira Guerra Mundial também teve grande impacto nesse período, e a posição de parte do movimento anarquista, de apoio aos Aliados, gerou conflitos internos relevantes. Durante a guerra, iniciou-se um processo lento de substituições das importações que possibilitou a formação de um incipiente parque industrial em diversos países da América Latina, de modo que o movimento anarquista consolidou-se nessa região através de estratégias e mobilizações anarcossindicalistas e sindicalistas revolucionárias. O período também é marcado por uma onda massiva de mobilizações crescentes entre 1917 e 1923, nas quais os anarquistas exerceram um papel fundamental. Influências individualistas se aproximaram dos anarquistas nesse período, em localidades como Alemanha, Estados Unidos, Inglaterra e Rússia.
Em termos internacionais, as duas experiências de maior influência no mundo, e que contaram, em sua formação, com participação anarquista determinante, foram a Confédération Générale du Travail (CGT), fundada na França, em 1895, e que, em 1906, elaborou a Carta de Amiens, que teve impacto significativo no mundo hispano-lusófono; e a Industrial Workers of the World (IWW), fundada em 1905 nos Estados Unidos, que teve um impacto muito relevante no mundo anglófono, mesmo com a cisão de 1908, entre a IWW de Chicago e a IWW de Detroit, que se reproduziu em outros países. A CGT chegou a ter 400 mil membros e 850 mil em 1914; criou estruturas de mobilização sindical e um aparato de educação popular sem precedentes, enquanto a IWW configurou-se como uma organização internacional e estabeleceu-se em diversos países. Outra experiência internacional relevante foi o Congresso Anarquista de Amsterdã, que reuniu 80 delegados de diversos países; durante o congresso, diversos temas foram debatidos, em particular sobre as mobilizações e estratégias do movimento anarquista, a educação popular, a greve geral e o antimilitarismo. Além disso, em 1922, foi fundada, em Berlim, uma nova Associação Internacional dos Trabalhadores, de orientação anarcossindicalista, que em seu auge, chegou a representar mais de um milhão de trabalhadores mundialmente.
Na Europa, diversos sindicatos foram formados baseados nos princípios do sindicalismo revolucionário, sendo o caso mais expressivo a CGT francesa, e do anarcossindicalismo, cujo maior expoente foi a Confederación Nacional del Trabajo (CNT) espanhola. O continente europeu também foi marcado por uma série de atentados levados a cabo por anarquistas que preconizavam a propaganda pelo ato, especialmente na França e na Itália durante o final do século XIX e início do século XX, e também pelo estabelecimento e pelas atividades de agrupamentos especificamente anarquistas. Os anarquistas também tiveram papel relevante nos acontecimentos do Biennio Rosso na Itália, atuando principalmente nas ocupações das fábricas e dos campos, bem como nos acontecimentos revolucionários na Alemanha entre 1918 e 1923.
Outro elemento relevante na Europa desse período foi o alto investimento dos anarquistas nos processos de educação popular; na França, no começo do século XX, havia 150 bourses du travail, ligadas à CGT, e uma de suas principais atividades era a educação em três eixos: técnico/profissional, cultural e formação política; também ligadas à CGT estavam 250 universidades populares, que funcionaram até 1914. Foram criadas escolas modernas e universidades populares em vários outros países: na Espanha, a Escola Moderna de Barcelona (1901-1906); na Itália, a Escola Moderna Racionalista de Clivio (1909-1922), que foi uma das muitas que floresceram até a chegada dos fascistas ao poder; a Escola Ferrer (1910-1921), na Suíça; entre outras muitas iniciativas na Inglaterra entre 1907 e 1921.
No leste europeu, os anarquistas macedônios tiveram uma atuação determinante na revolta de Ilinden-Preobrazhenie, um levante armado contra o Império Otomano liderado pela Organização Revolucionária Interna da Macedônia (ORIM) que se dividiu em dois episódios: o primeiro, em 2 de agosto, no qual os rebeldes haviam tomado a região de Kruševo, estabelecendo um governo provisório revolucionário; e em 19 de agosto, após a captura de Kruševo, os rebeldes tomaram a região de Strandzha, proclamando uma comuna revolucionária. A Comuna de Strandzha estabeleceu uma série de experiências de autogestão durante vinte e seis dias, constituindo assim a primeira tentativa local de construir uma nova sociedade baseada nos princípios do comunismo libertário. Após a repressão que culminou no fim das revoltas e das experiências por ela estabelecidas, grupos anarquistas vieram a fundar a Federação dos Anarco-Comunistas da Bulgária (FAKB) em 1919.

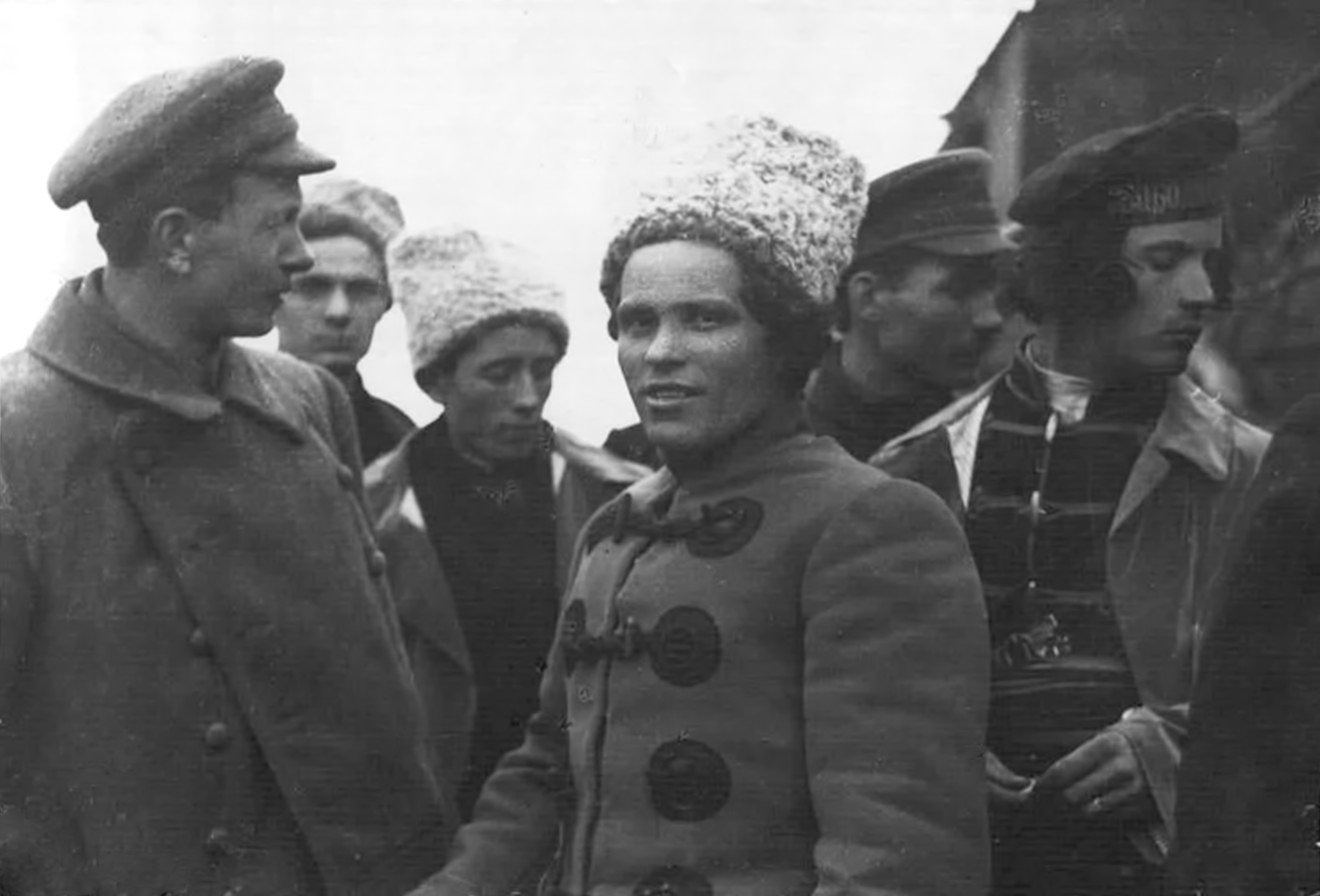
Nestor Makhno ao lado de membros do Exército Insurgente Makhnovista

Na Rússia, os anarquistas participaram das revoluções de 1905 e de 1917. Em um primeiro momento, os anarquistas dividiram-se entre insurrecionalistas e anarcossindicalistas; participaram da fundação dos sovietes de São Petersburgo e Moscou, além de terem fundado a Cruz Negra Anarquista para auxiliar presos políticos, organização que se espalhou por diversos países. Durante a Revolução de Outubro, os anarquistas participaram ativamente das atividades revolucionárias em Moscou e Petrogrado; em 1918, destacaram-se conferências sindicalistas impulsionadas pelos anarquistas. Na Ucrânia, destacou-se a experiência do Exército Insurgente Makhnovista, articulado com a Confederação Anarquista Ucraniana (Nabat), que chegou a 110 mil voluntários em 1918 e que protagonizou lutas decisivas contra o Exército Branco durante a Guerra Civil Russa; o exército de Nestor Makhno também realizou grandes expropriações de terras para os camponeses e teve em seu controle uma área bastante ampla da Ucrânia, onde a articulação política se dava por meio de Congressos de Camponeses, Operários e Insurgentes, que era a instância de base responsável pelas decisões do movimento. O movimento makhnovista foi duramente reprimido pelos bolcheviques durante o fim da Guerra Civil Russa e após a Revolta de Kronstadt, em 1921, que contou com uma participação anarquista relevante, os bolcheviques consolidam-se no poder e o anarquismo praticamente desaparece dentro do território soviético.
Nas Américas, a fundação da Industrial Workers of the World (IWW) nos Estados Unidos em 1905 e no Canadá em 1906, com influência anarquista significativa em ambas as localidades e defendendo um sindicalismo revolucionário e combativo, constitui uma das experiências mais relevantes do movimento operário da América do Norte. O movimento operário nos Estados Unidos, entretanto, passou por um momento de dura repressão após a Revolução Russa, quando um crescente temor diante da possibilidade de uma revolução mundial fez com que o governo tomasse uma série de medidas contra o movimento sindical e em especial contra os socialistas e anarquistas, medidas que atingiram seu ponto máximo com os Atos de Exclusão Anarquista de 1918 e as Palmer Raids de 1919, acompanhadas por uma série de prisões e deportações de militantes anarquistas.

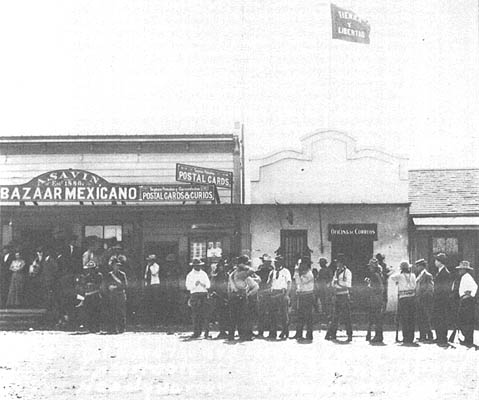
Guerrilheiros magonistas com a bandeira "Tierra y Libertad" em Tijuana, 1911

Em Cuba, o anarquismo continuou a ser força hegemônica nos sindicatos durante esse período, enquanto no México, os anarquistas protagonizaram episódios relevantes durante a Revolução Mexicana, iniciada em 1910. O Partido Liberal Mexicano, fundado alguns anos antes pelos irmãos Enrique e Ricardo Flores Magón, já em 1908 era uma organização específica anarquista, e colocou-se à frente da rebelião da Baixa Califórnia, em 1911, que se estendeu a outras cidades e recebeu o apoio da IWW. Emiliano Zapata, um dos principais líderes da Revolução Mexicana, foi fortemente influenciado pelo anarquismo e, em 1915, contava com um exército de 70 mil combatentes.
Na América do Sul, a experiência de maior destaque foi a Federación Obrera Regional Argentina (FORA), fundada na Argentina em 1904; o movimento operário no país era hegemonicamente anarquista, razão que possibilitou, em 1905, um vínculo programático entre o anarquismo e o sindicalismo na FORA, constituindo a primeira experiência anarcossindicalista da América Latina. Episódios como a Semana Trágica de 1919 e as revoltas na Patagônia entre 1920 e 1921, além do atentado ao coronel Ramón Lorenzo Falcón, marcaram a força do movimento anarquista argentino. No Brasil, a fundação da Confederação Operária Brasileira (COB) em 1906 — que incluiu federações operárias locais de São Paulo, Rio de Janeiro, Santos e Porto Alegre —, além de uma greve geral em 1917 e de uma insurreição em 1918, marcaram a hegemonia anarquista no movimento operário do país nesse período. No Uruguai, Chile, Bolívia, Colômbia, Equador, Paraguai, Peru e Venezuela, os anarquistas tiveram participação relevante no movimento operário e, em alguns desses países, ajudaram a fundar novos sindicatos de intenção revolucionária. Na região do Rio da Prata, houve ações levadas a cabo por anarquistas expropriadores. Também uma série de iniciativas no campo da educação foram tomadas pelos anarquistas na América Latina, destacando-se as experiências da Argentina, Brasil, Peru e Cuba.
Na Ásia, experiências anarquistas na China, no Japão e na Coreia entrelaçaram-se, a partir de viagens de estudantes para o exterior. Na China, os anarquistas participaram da fundação do Kuomintang e, durante toda a segunda onda, constituíram a força hegemônica do movimento revolucionário chinês, criando os primeiros sindicatos do país, pautando a mobilização na cidade e no campo, a libertação da mulher e a educação universal. No Japão, o anarquismo consolidou-se na década de 1910, como uma das três maiores forças do movimento revolucionário; entre 1918 e 1922, os anarquistas japoneses criaram e participaram de vários sindicatos. Na Coreia, o anarquismo já havia se desenvolvido desde 1910, na região da Manchúria, consolidando-se em 1919, a partir de um vínculo estreito com o movimento de libertação nacional; neste ano, os anarquistas envolveram-se de forma determinante no Movimento Primeiro de Março, que mobilizou 2 milhões de pessoas na luta pela independência do país.
Na África, o anarquismo se consolidou principalmente no Egito e na África do Sul, através de atividades sindicais e de propaganda. No Egito, foi fundada pelos anarquistas uma Universidade Popular em 1901 e realizado um congresso anarquista em 1909; na África do Sul, sindicatos pautados no programa do sindicalismo revolucionário conseguiram mobilizar um grande número de trabalhadores de diferentes etnias, superando o problema do racismo que assolava o movimento operário no país.
Na Oceania, o anarquismo constituiu uma pequena corrente da esquerda, tendo surgido com o Melbourne Anarchist Club, ainda em 1886. Entretanto, foi o sindicalismo revolucionário da IWW, que se estabeleceu em 1911 na Austrália e em 1912 na Nova Zelândia, que potencializou as lutas operárias e deu visibilidade a elas no continente.
Além de problemas e insuficiências internas do movimento anarquista, a dura repressão, a perda de todas as revoluções, incluindo a russa, na qual os anarquistas foram liquidados pelos bolcheviques em 1921, bem como a própria ascensão do bolchevismo, e também do nacionalismo e do fascismo, são apontados como os principais fatores responsáveis pelo refluxo dessa onda.

### Terceira onda (1924-1949)
A terceira onda do movimento anarquista, apesar de ter sido menor que a segunda, pode ser considerada como uma das mais relevantes. O período caracterizou-se pelas revoluções contra o imperialismo e a resistência ao fascismo e ao bolchevismo. A ascensão do fascismo e do bolchevismo teve duras consequências aos anarquistas; o primeiro, por meio de uma aberta e fortíssima repressão contrarrevolucionária, de direita, que impôs grandes derrotas ao movimento anarquista em diversos países; o segundo, por meio de uma incidência enorme nas classes trabalhadoras, utilizando-se de um discurso libertador e do bem-sucedido exemplo da Revolução de Outubro, apesar de ter investido em muitos casos na repressão aberta aos anarquistas. Esse contexto também contou, em diversos países, com a participação de antigos anarquistas na criação de partidos comunistas, com um processo de bolchevização desses partidos e um alinhamento com a Rússia. Esse período também foi marcado pela Crise de 1929 e pela Segunda Guerra Mundial, além do avanço do conservadorismo, do reformismo e das medidas de bem-estar social em vários países, como nos casos do Uruguai, Suécia e Estados Unidos, assim com a institucionalização dos sindicatos promovida pelos governos e o surgimento do populismo em países como Brasil e Argentina, que prejudicaram diretamente o desenvolvimento do movimento anarquista ao integrar parte significativa das classes operárias aos projetos políticos dos governantes. A luta contra o fascismo e alguns processos revolucionários protagonizados por anarquistas têm destaque nesse período. Nesse período, também surgem questões internas relevantes, como o debate acerca de um modelo organizativo e as polêmicas em torno da Plataforma e da Síntese.
Entre as iniciativas internacionais relevantes desse período, estão a East Asian Anarchist Federation (EAAF), fundada em 1928, com organizações dos países do leste asiático; a Asociación Continental Americana de Trabajadores (ACAT), que se constituiu como o ramo da AIT anarcossindicalista na América Latina; a fundação da Comissão de Relações Internacionais Anarquistas (CRIA) na Europa, em 1948, que, na América Latina, ficou conhecida como Comisión Continental de Relaciones Anarquistas (CCRA), durando até a década de 1960; ambas constituindo relações entre organizações, periódicos e individualidades anarquistas de diversos países da Europa, Ásia, África e América Latina durante o período em que estiveram em atividade.
Na Europa, houve uma série de experiências relevantes nesse período; na Bulgária, a FAKB protagonizou experiências envolvendo sindicalismo urbano e rural, cooperativas, guerrilha e mobilização da juventude. Durante esse período, o anarquismo constituiu a terceira maior força política de esquerda do país, e a FAKB adotou a Plataforma do grupo Dielo Truda. Entre 1941 e 1944, uma poderosa guerrilha anarquista combateu o fascismo, aliando-se à Frente Patriótica na organização da insurreição de setembro de 1944, contra a ocupação nazista. Lutando, ao mesmo tempo, contra os fascistas e contra o comunismo, o fim da terceira onda do movimento anarquista no país foi marcada pela repressão stalinista e cerca de mil militantes da FAKB acabaram nos campos de concentração comunistas.

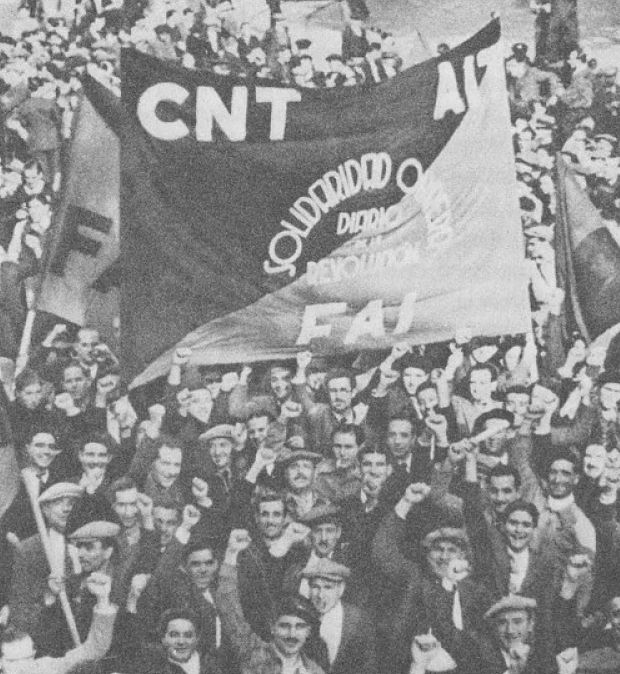
Manifestação em Barcelona em 1936, onde trabalhadores seguram uma faixa do periódico Solidaridad Obrera, ligado à CNT-AIT

Na Espanha, após um tentativa de golpe de Estado em 1936 que desencadeou a Guerra Civil Espanhola, os trabalhadores tomaram o controle de Barcelona e de grandes áreas rurais da Espanha, dando início à Revolução Espanhola; os anarquistas, que haviam se articulado na Confederación Nacional del Trabajo (CNT) e na Federação Anarquista Ibérica (FAI), estabeleceram fortalezas na Catalunha, Aragão e Valência. Segundo Woodcock:
Durante vários meses, as forças armadas dessas regiões foram, em geral, milícias controladas pelos anarquistas. As fábricas foram, em grande parte, tomadas pelos trabalhadores e dirigidas pelos comitês da CNT, enquanto centenas de aldeias ou dividiam ou coletivizavam a terra, e muitas tentaram organizar comunidades libertárias do tipo defendido por Kropotkin.
Apesar do relativo sucesso das experiências libertárias na Espanha, no decorrer da guerra civil os anarquistas foram perdendo espaço em uma luta cada vez mais dura com os stalinistas. Tropas lideradas pelo Partido Comunista da Espanha (PCE) suprimiram as áreas coletivizadas e perseguiram tanto os anarquistas como os marxistas dissidentes do Partido Operário de Unificação Marxista (POUM); além disso, o avanço do fascismo, a problemática guerra-revolução e a própria participação de alguns anarquistas no governo deram um fim ao processo revolucionário.

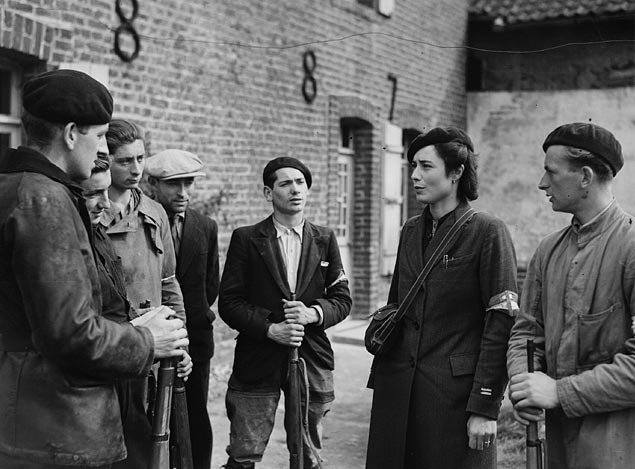
Os maquis franceses resistiram à ocupação da França pela Alemanha nazista

Dentre outras experiências europeias importantes, destacaram-se a resistência contra a ocupação nazista na França e a resistência contra o fascismo na Itália; nesses dois países, também foram formados sindicatos com bases sindicalistas revolucionárias e federações anarquistas. Na Alemanha, militantes anarquistas proeminentes, como Erich Mühsam, foram assassinados pelo regime nazista; após o fim da guerra, os anarquistas reorganizaram-se em sindicatos e em organizações específicas anarquistas. Na Ucrânia, a Nabat foi restabelecida e protagonizou um levante armado em 1943, que teve continuidade até 1945; também há indícios da existência de uma organização maknhovista secreta dentro do Exército Vermelho do pós-guerra.
Em toda a América Latina, houve a formação de sindicatos, organizações específicas anarquistas e centros culturais em Cuba, México, Brasil, Chile, Argentina e Venezuela.  Na África, os anarquistas tomaram parte em movimentos de libertação nacional na Argélia, Marrocos e Tunísia. Na Ásia, destacou-se a experiência da Comuna de Shinmin, entre 1929 e 1931, que constituiu um dos episódios mais importantes da história do anarquismo. Fundada em 1929, a Federação Anarquista Coreana na Manchúria (KAF-M) e a Federação Anarquista Comunista Coreana (KACF) protagonizaram, depois de um acordo com o Exército de Independência Coreano, a transformação da prefeitura de Shinmin em uma estrutura administrativa socialista libertária. Levado a cabo em um contexto de luta anti-imperialista contra o Japão, esse processo revolucionário foi liderado, em termos militares, por Kim Jwa-Jin, criando a Liga Geral dos Coreanos (HCH), uma estrutura autogestionária comunal, conformada em um território que compreendia 2 milhões de habitantes, a qual teve de lidar com questões como a guerra, agricultura, educação, finanças, propaganda, juventude e saúde, criando alternativas construtivas libertárias. A experiência durou até a entrada do Japão na região, em 1931, quando os anarquistas coreanos recuaram, deslocando-se para o sul da China, onde permaneceram combatendo, em armas, o imperialismo japonês até 1945.
O refluxo da terceira onda pode ser atribuído também à repressão, levada a cabo pelos fascistas e também pelos comunistas, cuja ascensão representou outro motivo desse refluxo, além do próprio contexto marcado pela Segunda Guerra Mundial, que modificou completamente o plano geopolítico mundial e teve impacto determinante no anarquismo e nas próprias lutas populares.

### Quarta onda (1950-1989)
A quarta onda do movimento anarquista, menor que as três primeiras, foi marcada pela Guerra Fria e pela descolonização da África e da Ásia. Mesmo constituindo um período de refluxo, apesar das tentativas de uma articulação internacional, observa-se o desenvolvimento significativo do anarquismo em algumas regiões, como no Oriente Médio. O contexto desse período foi marcado pelo boom capitalista pós-Segunda Guerra, pelas ditaduras de direita na América Latina, que tiveram apoio direto dos Estados Unidos, pela vitória do maoismo na China, em 1949, e pelo totalitarismo branco e vermelho na Coreia, a partir de 1953. Guerrilhas anarquistas surgem em resposta às ditaduras de direita e de esquerda. Destacaram-se, também, os protestos de 1968, com uma crise que implicou na piora de condições no mundo ocidental e na Rússia, além da influência da Nova Esquerda em diversos países, assim como o surgimento de novos movimentos sociais, os quais passaram a promover bandeiras como a ecologia e as lutas contra a opressão de gênero e de orientação sexual. Nesse contexto, especialmente na Europa e nos Estados Unidos, surgiram grupos de influência anarquista promovendo o primitivismo e estilos de vida alternativos; diversos movimentos da juventude, como os provos, hippies e punks, adotaram ideias anarquistas; também nessa onda, surgiram os okupas. Principalmente na Europa, também foram comuns as tentativas de síntese do anarquismo com outras ideologias como o marxismo, situacionismo e autonomismo.
Em relação às iniciativas internacionais, destacaram-se a rearticulação da AIT anarcossindicalista em 1951, a rearticulação da Cruz Negra Anarquista no final da década de 1960 e a fundação da Internacional de Federações Anarquistas (IFA) em 1968, baseada nos princípios sintetistas.
Na Europa, os anarquistas continuaram a investir em iniciativas sindicais e na formação de organizações específicas anarquistas. Os anarquistas tiveram participação ativa nos protestos de 1968, em especial, no maio de 1968 francês, em que greves de estudantes articularam-se com ocupações de fábricas e levaram a uma greve geral que abalou o governo. Durante essa onda de mobilizações de 1968, os anarquistas tiveram participação importante entre os setores estudantis mais radicais. Nesse período, também apareceram guerrilhas anarquistas e grupos insurrecionalistas, tais como os grupos Defensa Interior e Grupo Primero de Mayo, na Espanha Franquista; o Movimento 2 de Junho e o Rote Armee Fraktion (RAF) na Alemanha; a Angry Brigade na Inglaterra e o grupo Action Directe na França. Os anarquistas também integraram-se nos processos de luta armada do autonomismo italiano e atuaram na insurreição de 1973 na Grécia. O anarquismo grego ganhou força nas décadas de 1970 e 1980, desenvolvendo táticas insurrecionais que buscavam aliar manifestações de rua e confrontos com a polícia a ações armadas.
No Oriente Médio, o anarquismo surgiu com força durante a década de 1970; organizações do Irã, como a The Scream of the People (CHK), e do Iraque, como a Workers Liberation Group (JS, ou Shagila), articularam, juntas, quase mil militantes e participaram por meio de uma guerrilha da Revolução Iraniana, na qual alguns processos radicais foram levados a cabo: organização de mulheres, tomada de terra por camponeses, mobilizações de trabalhadores, criação de conselhos de base (shoras) e de comitês de bairro armados (komitehs).
Nas Américas, destacaram-se, nos Estados Unidos e Canadá, a presença renovada da IWW e de anarquistas envolvidos em movimentos inspirados pela Nova Esquerda, sustentando questões ambientais, de gênero e contra as guerras. Em Cuba, os anarquistas participaram de guerrilhas contra a ditadura de Fulgencio Batista. Durante a Revolução Cubana, que culminou em 1959, os anarquistas participaram de maneira determinante nas lutas, articulados na Asociación Libertaria de Cuba (ALC) e até mesmo no Movimento 26 de Julho de Fidel Castro. Com o passar dos anos, no entanto, o governo cubano reprimiu fortemente os anarquistas, que foram presos, torturados ou partiram para o exílio. Na América do Sul, destacaram-se as experiências da Federación Anarquista Uruguaya (FAU), fundada em 1956 e defendendo o que chamou de "anarquismo especifista", organizando movimentos sindicais, estudantis e de resistência, inclusive armados, contra a ditadura. Na Argentina, continuaram as atividades da FORA e em 1974 foi fundado o grupo Resistencia Libertaria, organização que destacou-se por seus trabalhos de massa nos sindicatos, bairros e grêmios estudantis, e também por um braço armado de resistência contra a ditadura, articulado com a FAU. Experiências sindicais relevantes se deram também no Chile, antes da ditadura de Pinochet, e na Venezuela. No Brasil, durante a ditadura militar, os anarquistas atuaram através da criação de grupos culturais, editoriais e periódicos.
Na África, os anarquistas participaram das diversas lutas de libertação nacional no continente, com destaque na luta de independência da Argélia, em 1962. Na Ásia, os acontecimentos mais relevantes envolveram a participação de anarquistas coreanos na Revolução de Abril, em 1960, que inaugurou a Segunda República Coreana, e nas mobilizações que culminaram no levante de Gwangju em 1980, contra o regime do general ditador Chun Doo-Hwan; e na China, quando após a Revolução de 1949, cerca de 10 mil anarquistas passaram para a clandestinidade, e algumas guerrilhas, como a de Chu Cha-pei, se instalaram na província de Yunnan para combater o novo regime. Na Oceania, ocorrem experiências sindicais relevantes na Austrália e Nova Zelândia.
O refluxo do anarquismo nesse período deu-se em grande parte por conta das ditaduras, tanto de direita como de esquerda, em diversos países, acompanhadas da repressão ao movimento anarquista. A quarta onda terminou com o fim do bloco soviético e do socialismo real, com a queda do Muro de Berlim e o desmantelamento da União Soviética, fenômeno que, novamente, modificou radicalmente a geopolítica mundial e proporcionou, em muitos dos antigos países soviéticos, as condições para a rearticulação do anarquismo e do sindicalismo de intenção revolucionária.

### Quinta onda (1990 ao presente)
A quinta onda é caracterizada pelo momento posterior ao colapso do modelo socialista soviético e pela generalização do neoliberalismo ao redor do mundo. O fim da União Soviética possibilitou a reorganização do movimento anarquista em vários países do antigo bloco e movimentos antes clandestinos tornaram-se públicos; na América Latina, o fim das ditaduras também fez com que fosse possível a rearticulação dos anarquistas; bem como o fim do apartheid na África do Sul e o fim das ditaduras na Ásia e no Leste Europeu. Na quinta onda, configurou-se a influência anarquista minoritária no campo da esquerda em geral, e das lutas populares em particular, ainda que a queda do Muro de Berlim e o fim da União Soviética tenham proporcionado uma potencialização do anarquismo nos países então socialistas. Também permaneceram as questões que chegaram com a influência da Nova Esquerda e diversos setores do movimento anarquista vêm enfatizando a necessidade de os anarquistas retomarem o protagonismo em movimentos sociais e lutas populares.
A quinta onda continuou a ser marcada pelas iniciativas internacionais precedentes como a IFA e a AIT anarcossindicalista; entre as novas iniciativas internacionais, destaca-se o projeto Anarkismo.net, criado em 2005 e que reúne, em torno de um site, organizações plataformistas de diversas partes do mundo. Com o advento da internet, surgiram fóruns de discussão e projetos para divulgação de notícias, como o Centro de Mídia Independente (CMI) e o A-Infos; também passaram a ser articuladas em diversos países Feiras do Livro Anarquistas.
Os anarquistas também tiveram papel relevante no movimento antiglobalização, entre os meados da década de 1990 e o início da década de 2000, e estiveram articulados, em grande medida, na Ação Global dos Povos, criada em 1998. Com o foco das mobilizações em torno da luta contra o neoliberalismo, o movimento desdobrou-se em protestos massivos em todo o mundo, contra instituições como a Organização Mundial do Comércio (OMC), o Banco Mundial, o Fundo Monetário Internacional (FMI) e também contra acordos como o Tratado Norte-Americano de Livre Comércio (NAFTA) e a Área de Livre Comércio das Américas (ALCA), além de manifestações contra as guerras promovidas pelos Estados Unidos no Oriente Médio. Durante esses protestos, a tática black bloc ganhou popularidade.
Na Europa, os anarquistas continuam investindo em iniciativas sindicais e em organizações específicas anarquistas; na Grécia em especial, desde 1990, vem crescendo uma tradição insurrecionalista. Outro país que viu um ressurgimento da tradição insurrecionalista foi a Itália, com o surgimento da Federação Anarquista Informal (FAI/FRI), inspirada pelas ideias de Alfredo Bonanno. Com o fim do regime soviético, destaca-se o surgimento e o crescimento de organizações na Polônia, Tchecoslováquia e na própria Rússia, além da Armênia, Bielorrússia, Cazaquistão e Ucrânia.

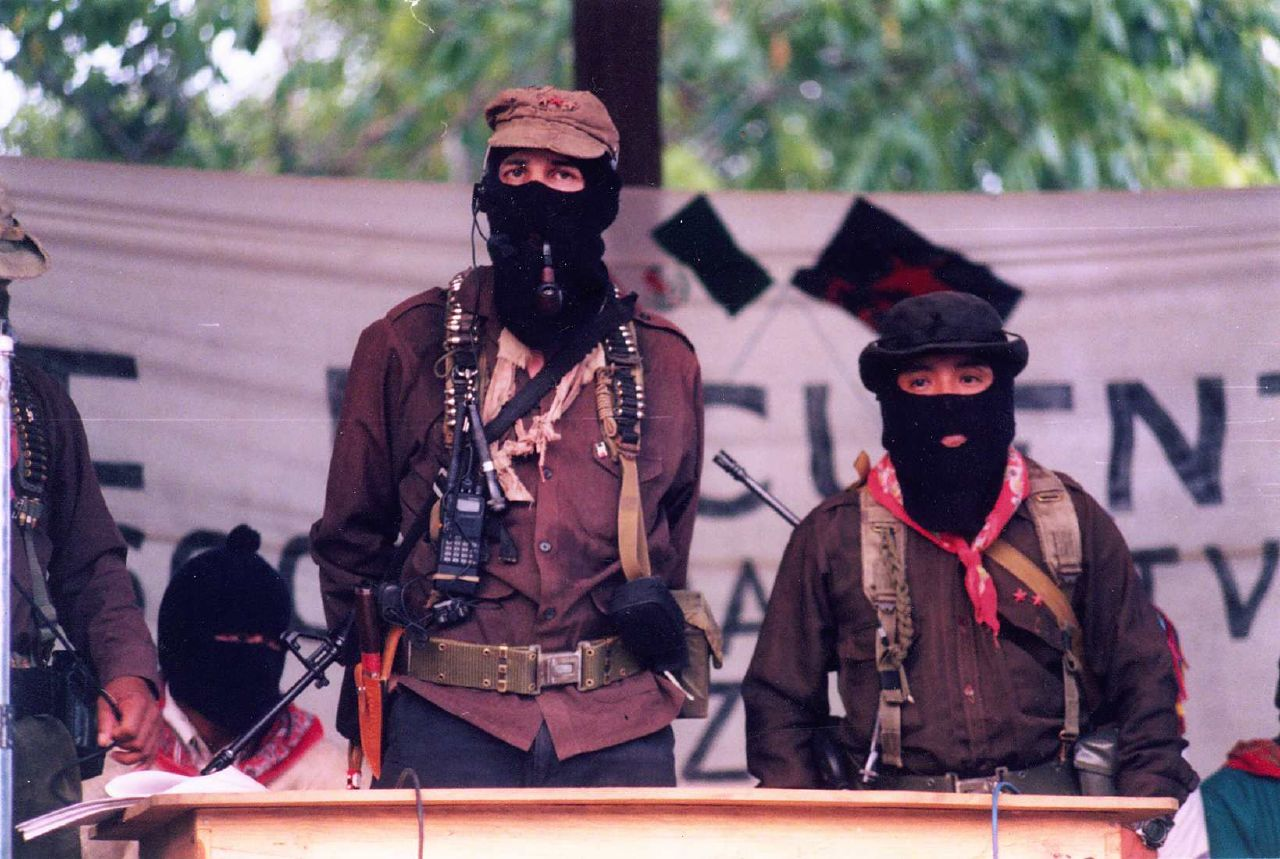
Subcomandante Marcos, líder do EZLN, organização que liderou o levante em Chiapas em 1994

Nas Américas, o anarquismo foi significativamente marcado pelo movimento antiglobalização. Nos Estados Unidos, os protestos contra o encontro da OMC em Seattle destacaram-se como um dos mais significativos eventos com participação anarquista durante o movimento antiglobalização. Também destacou-se a participação dos anarquistas no movimento Occupy Wall Street em 2011. No México, o Exército Zapatista de Libertação Nacional, de significativa influência anarquista, realizou um levante em 1994, e após a revolta, formaram-se vários grupos anarquistas de apoio aos zapatistas no país; em 2006, os anarquistas mexicanos também participaram da rebelião de Oaxaca em 2006, onde, a partir de uma greve de 70 mil professores, articularam-se trabalhadores sindicalizados, camponeses e estudantes na luta contra o governo de Ulises Ruiz Ortiz, estabelecendo a Asamblea Popular de los Pueblos de Oaxaca (APPO), que tomou prédios públicos, estabeleceu organizações de mulheres, como a Comisión de Mujeres de Oaxaca, tomou rádios e televisões e terminou sendo duramente reprimida pelo governo.
Na região sul do continente, destacou-se a influência da FAU na difusão do especifismo, auxiliando no estabelecimento de organizações anarquistas em outros países, como no Brasil, com a Federação Anarquista Gaúcha (FAG) e a Federação Anarquista do Rio de Janeiro (FARJ). Organizações especifistas também foram fundadas na Argentina e no Chile. Essas organizações vêm tendo participação relevante, ainda que na maioria dos casos minoritária, em movimentos sociais do continente, dentre os quais se encontram sindicatos, associações comunitárias e de bairro, movimentos rurais, de estudantes, desempregados, sem-teto, sem-terra e outros; dentre as grandes mobilizações ocorridas na América do Sul que contaram com participação anarquista relevante, destacam-se as manifestações de 2001 na Argentina, em resposta à crise econômica que assolava o país; as mobilizações estudantis em 2006 no Chile e as manifestações de 2013 no Brasil.
Na África, experiências baseadas no sindicalismo revolucionário têm tido relevância, bem como a formação de organizações específicas anarquistas como a Zabalaza Anarchist Communist Front (ZACF), na África do Sul.
No Oriente Médio, o anarquismo surgiu na Turquia durante a década de 1990, com a criação de grupos como a Anarchist Youth Federation (AGF), Anatolian Anarchists (AA) e o Karasin Anarchist Group (KAG); o anarquismo ganhou também influência entre os curdos e tanto no norte da África como no Oriente Médio os anarquistas tiveram participação significativa na chamada Primavera Árabe. Anarquistas vindos de diversos países, mas principalmente da Turquia e da Grécia, mantém uma participação na frente curda da Guerra Civil Síria como voluntários internacionais. Essa participação se dá dentro de organizações anarquistas que compõe o Batalhão Internacional da Liberdade, como a União Revolucionária para a Solidariedade Internacionalista (ΕΣΔΑ), a Luta Anarquista (TA) e as antigas Forças Guerrilheiras Internacionais e Revolucionárias do Povo (IRPGF), ou como participação individual dentro de outras frentes internacionais não-anarquistas, como a montada pelo Partido Comunista Marxista-Leninista (MLKP). Algumas ideias do teórico anarquista Murray Bookchin influenciaram o desenvolvimento do Confederalismo democrático de Abdullah Öcalan, que atualmente serve de orientação política para o Partido dos Trabalhadores do Curdistão.
Na Ásia, há pouquíssimas referências anarquistas contemporâneas. Na Oceania, algumas experiências anarcossindicalistas têm tido relevância na Austrália.

## Princípios políticos e ideológicos do anarquismo
O anarquismo se fundamenta em três princípios básicos: uma crítica da dominação, que a considera como injusta e construída socialmente; uma defesa da autogestão, que tem em vista a constituição de uma sociedade libertária baseada na ajuda mútua e na livre associação; e os meios e estratégias que possam realizar essa transformação social e que devem ser coerentes com os fins.

### Crítica da dominação
O anarquismo formulou uma crítica da dominação, fundamentada na crítica da exploração econômica dos sistemas capitalista e pré-capitalista; da dominação político-burocrática e da coação física, levadas a cabo pelo Estado; da dominação cultural e ideológica, perpetrada pela religião, pela escola e mais recentemente, pela mídia. Essa crítica possui, como base, uma noção ética, que considera, por meio de análises racionais da sociedade, que a dominação é construída socialmente e que é injusta, e por isso, deve ser modificada. Por meio de uma leitura classista da realidade, o anarquismo critica a dominação de classe, junto com as dominações imperialistas, das relações de gênero e de raça.

#### Exploração capitalista e pré-capitalista
Tendo surgido como um tipo de socialismo libertário, o anarquismo possui uma crítica ao capitalismo similar às outras correntes socialistas, sustentando que o capitalismo implica a exploração dos trabalhadores pelos proprietários dos meios de produção. As críticas econômicas de Proudhon, e em certa medida, até mesmo as de Karl Marx, influenciaram os anarquistas significativamente, e os argumentos de ambos constituem as bases da crítica anarquista da exploração. Segundo Michael Schmidt e Lucien van der Walt, os anarquistas compreendem como exploração a "transferência de recursos de uma classe produtiva para outra dominante, porém improdutiva", e que a exploração no sistema capitalista "ocorre no trabalho e por meio do salariato". Para os anarquistas, o trabalho assalariado do capitalismo permite aos proprietários se apropriarem de um excedente produzido pelos trabalhadores, o que caracterizaria a exploração.
Entretanto, a crítica econômica anarquista não se restringe ao capitalismo; outros modos de produção, considerados pré-capitalistas, cujos traços permanecem em sociedades modernas por razão dos distintos níveis de desenvolvimento econômico, também são levados em conta. Por não sustentar um imperativo da evolução dos modos de produção para que o socialismo libertário seja atingido, os anarquistas sustentam ser possível impulsionar, com sucesso, dentro de modos de produção predominantemente pré-capitalistas, processos de luta por uma sociedade socialista libertária, sem que se tenha de passar, necessariamente, por uma fase capitalista. Para os anarquistas, os proprietários de terra exercem, em sociedades menos desenvolvidas, o mesmo papel da burguesia industrial, explorando o trabalho dos camponeses. Sendo assim, a propriedade da terra nos moldes das economias pré-capitalistas também é alvo de críticas pelos anarquistas, fundamentalmente, por se basear na exploração do campesinato. Além disso, os anarquistas criticam as relações de dominação que envolvem aqueles que realizam trabalhos precários, desempregados e marginalizados.
A exploração capitalista, caracterizada pelo trabalho assalariado, e também pré-capitalista, fundamentada na propriedade da terra, juntamente com as dominações que atingem trabalhadores precarizados e marginalizados em geral, constituem, na esfera econômica, os fundamentos sobre os quais os anarquistas vêm formulando sua crítica da dominação.

#### Estado
Errico Malatesta, anarquista italiano, define o Estado como sendo "um conjunto de instituições políticas, legislativas, judiciárias, militares e financeiras". Para os anarquistas, o Estado é responsável por alguns tipos de dominação, como a coação física e a dominação político-burocrática. Há, na crítica anarquista ao Estado, uma dupla perspectiva: primeiro, uma oposição à hierarquia, e segundo, uma ligação entre o Estado e as classes sociais. Nesses dois casos, o Estado constitui um meio para que uma minoria governe uma maioria.

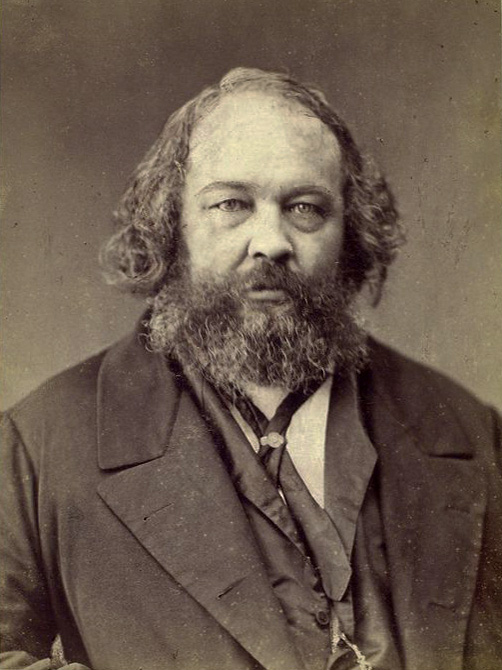
O russo Mikhail Bakunin, em sua obra Estatismo e Anarquia, de 1873, desenvolve sua teoria do Estado. Sua crítica ao estatismo se estende para todas as suas formas, desde as mais autoritárias até as mais liberais

Na teoria do Estado desenvolvida pelos anarquistas, constata-se que a dominação política existe tanto pelo monopólio da força, quanto pelo monopólio das tomadas de decisão da sociedade. Para os anarquistas, Estado e dominação são indissociáveis; posição enfatizada por Bakunin ao afirmar que "quem diz Estado, diz necessariamente dominação e, em consequência, escravidão; um Estado sem escravidão, declarada ou disfarçada, é inconcebível; eis porque somos inimigos do Estado". Os anarquistas sustentam que o Estado submete as classes dominadas que estão sob sua jurisdição à coação física, utilizada quando sua legitimidade não é suficiente; além disso, sustentam que as classes dominadas estão submetidas também a uma dominação político-burocrática, responsável por sua alienação política, que se evidencia na hierarquia existente entre governantes e governados, a qual implica na existência de um grupo que toma as decisões para uma dada população. Essa crítica anarquista ao Estado estendeu-se amplamente, para todas as suas formas e seus distintos sistemas de governo, desde os mais autoritários até os mais liberais.
Para os anarquistas, o Estado é um elemento central na estrutura social que caracteriza os sistemas de dominação. Essa crítica à dominação política protagonizada pelo Estado é um fundamento central do anarquismo, principalmente por razão de o Estado não ser considerado um simples reflexo das relações que se dão na esfera econômica; para os anarquistas, o Estado é, ao mesmo tempo, consequência e causa do capitalismo, ao possibilitar elementos para sua constituição, ao mesmo tempo em que por ele é constituído. Ao defender tal posição, Kropotkin afirmou que o Estado é a "proteção da exploração, da especulação, da propriedade privada", e que o proletário, "que só possui como riqueza seus braços, nada tem a esperar do Estado", encontrando nele "apenas uma organização feita para impedir a qualquer preço sua emancipação". Por acreditarem nessa relação de interdependência entre o Estado e o capitalismo, constituindo um elemento central no sistema de dominação, os anarquistas sustentam que a tomada ou participação nas instâncias do Estado não podem constituir meios de luta para o estabelecimento de poderes autogestionários e sistemas de autogestão.
A crítica da democracia representativa, fundamentada parcialmente na crítica do Estado, realiza-se por razão dessa noção de que Estado e dominação, Estado Moderno e capitalismo, são indissociáveis, interdependentes. A ênfase progressiva que se deu, entre os anarquistas, à não participação nas eleições, fato que se consolidou após experiências práticas e vários debates, tomou, por base, o vínculo entre Estado e dominação. Para os anarquistas, a utilização do Estado como um meio de luta constitui um processo de legitimação da dominação. Tais concepções têm subsidiado a rejeição dos anarquistas ao socialismo estatal; para os anarquistas, ainda que a economia seja modificada, passando a ser propriedade do Estado, como resultado de um eventual processo de reformas ou revolução, isso não colocaria em xeque o modelo de poder vigente, que continuaria a ser dominador.

#### Religião, educação e mídia
As instituições responsáveis pela produção cultural e ideológica são também fundamentais para a legitimação dos sistemas de dominação, segundo os anarquistas, e por isso têm sido alvo de suas críticas. Classicamente, instituições como a religião e a educação receberam bastante atenção.
De acordo com os anarquistas, a moral religiosa forja uma noção de certo e errado que tem, por objetivo, fortalecer o status quo dos sistemas de dominação; para eles, se a ordem, caracterizada pelas estruturas sociais, é estabelecida pelas divindades, qualquer questionamento evidencia um mau comportamento, passível de punição; o mais adequado seria conformar-se e obedecer. Os anarquistas também sustentam que as religiões seriam fundamentais para a sustentação econômica e política do capitalismo e do Estado, aos instituir alianças com as classes dominantes.
Sobre a escola, o anarquista brasileiro José Oiticica sustentava que, por meio de suas práticas pedagógicas, ela transmite uma série de valores, "gravando, à força de repetições, sem demonstrações ou com argumentos falsos, certas ideias capitais, favoráveis ao regime burguês, no cérebro das crianças, dos adolescentes, dos adultos", de modo que, aos poucos, tais ideias vão se tornando "verdadeiros dogmas indiscutíveis". Para os anarquistas, a escola também funciona, na maioria dos casos, como uma instituição responsável por forjar culturas e ideologias capazes de promover a permanência do sistema vigente.
Ambas as instituições, a religião e a educação, teriam um papel fundamental na manutenção do status quo, conforme explicitou o anarquista lituano Alexander Berkman, ao afirmar que a igreja e a escola estão do lado "dos ricos contra os pobres, ao lado dos poderosos contra suas vítimas, com a lei e a ordem contra a liberdade e a justiça". Para ele, a obediência é o "eterno brado da igreja e da escola, independente da vileza do tirano, independente do quão opressivas e injustas são suas leis e ordens".
Além da crítica da religião e da escola, mais recentemente, por razão dos desenvolvimentos da sociedade, o anarquismo vem criticando também o papel da mídia, que, durante o século XX, ganhou relevância central na problemática ideológica e cultural do poder. Os anarquistas sustentam que a mídia capitalista e demais instituições elaboram discursos válidos que fundamentam a forma de dominação contemporânea.

#### Dominação de classe
Os anarquistas consideram, desde o surgimento do anarquismo, que a sociedade capitalista é uma sociedade de classes. Segundo os anarquistas, essas classes são antagônicas e implicam, necessariamente, um processo de luta de classes. Defendendo essa posição, o anarquista mexicano Ricardo Flores Magón afirmou que "a desigualdade social torna as classes sociais inimigas naturais umas das outras". Destaca-se, assim, no anarquismo, a relevância das classes sociais e da luta de classes. Entretanto, essa centralidade da luta de classes não pode ser confundida com um determinismo econômico ou com a exclusiva centralidade da exploração das classes trabalhadoras, já que o classismo anarquista é, em geral, definido pelo conceito de dominação, sendo a exploração econômica apenas um dos tipos de dominação. Lucien van der Walt afirma que esse classismo leva em conta "tanto a propriedade privada dos meios de produção", como "a propriedade injusta dos meios de coerção e dos meios de administração". Nessa concepção, estariam, no campo das classes dominantes, os proprietários dos meios de produção, tanto a burguesia industrial quanto os proprietários de terras, bem como os gestores do capitalismo, do Estado, os militares, juízes e parlamentares em geral. Dentre as classes dominadas, estariam os trabalhadores, o campesinato e os precarizados e marginalizados de maneira geral.
Para os anarquistas, nessa estrutura de classes, as classes dominantes exercem a dominação sobre as classes dominadas. Por razão de terem interesses de classe antagônicos, umas e outras estão em permanente conflito. Os anarquistas sustentam que as classes sociais concretas representam, em cada tempo e lugar, os agrupamentos que constituem esses conjuntos mais amplos de dominantes e dominados. Para os anarquistas, relações nas esferas política, econômica, ideológica e cultural contribuem para que essas classes sejam estabelecidas e que, entre elas, se estabeleça permanentemente um conflito social, que é a base dinâmica da mudança e da transformação social.

#### Imperialismo, dominações de gênero e de raça

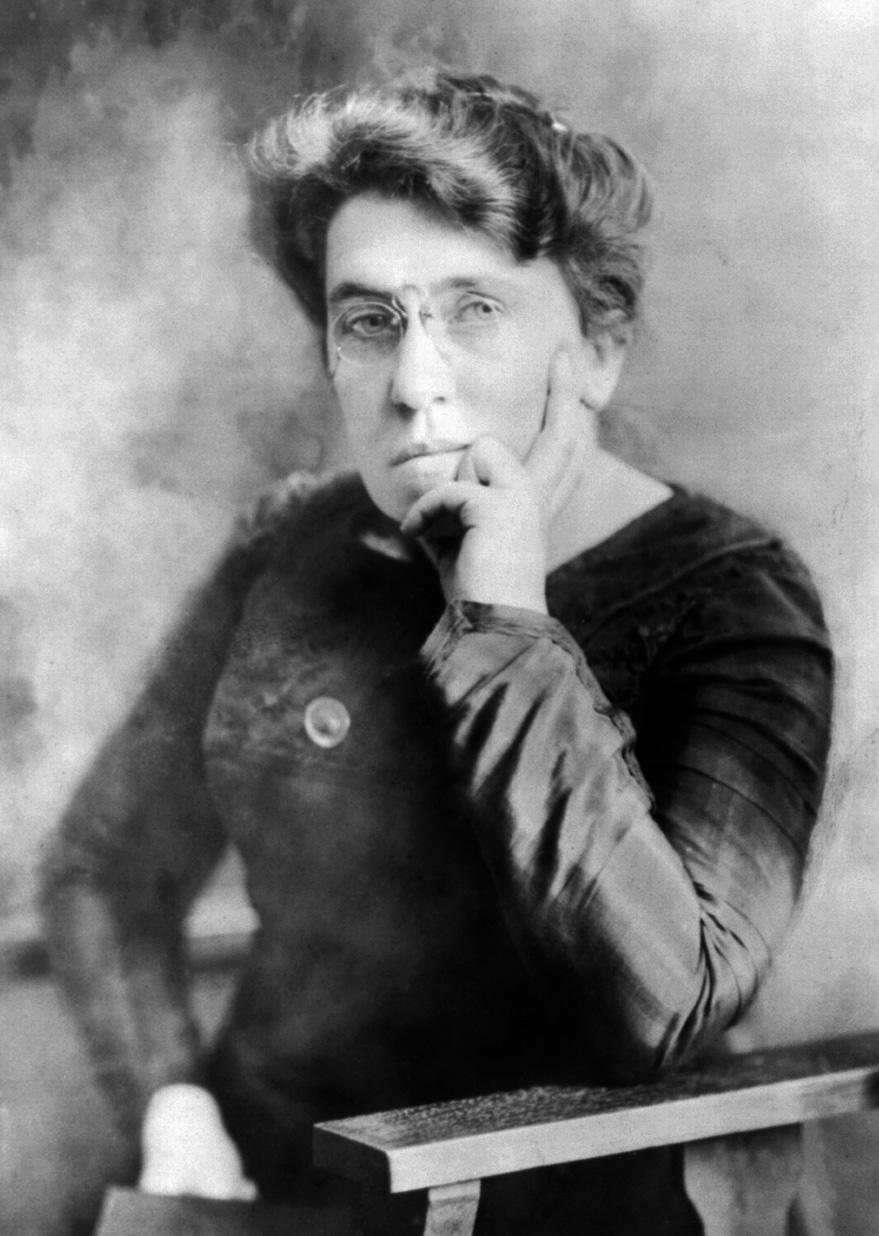
A anarquista lituana Emma Goldman elaborou muitas críticas à dominação de gênero

Ainda que o anarquismo afirme a centralidade da luta de classes, ele se opõe à dominação de maneira geral. Três outros tipos de dominação foram, e ainda são, objeto da crítica anarquista: o imperialismo, as dominações de gênero e de raça. Historicamente, os anarquistas estiveram envolvidos em lutas contra essas opressões mais específicas. Ao integrarem essas lutas, os anarquistas, em geral, apresentam programas próprios de ações, visando a ligar essas lutas com o objetivo da revolução social e dar, a elas, um caráter classista e internacionalista.
Nas regiões que conviveram com as consequências do imperialismo, o anti-imperialismo foi central nas lutas dos anarquistas. A participação dos anarquistas em lutas anti-imperialistas e de libertação nacional pautou-se, historicamente, em programas classistas que possuíam objetivos revolucionários e se opunham, constantemente, ao nacionalismo, que defendia a colaboração de classes em prol dos interesses do país na luta contra os inimigos imperiais.
A crítica à dominação de gênero também é outro traço característico do anarquismo. As mulheres anarquistas tiveram papel determinante na construção dessa crítica, porém os elementos feministas do anarquismo não foram campo exclusivo das mulheres militantes e as atividades das mulheres anarquistas militantes não podem ser reduzidas à defesa da perspectiva feminista. Emma Goldman, anarquista lituana que atuou a maior parte de sua vida nos Estados Unidos, sustentou que o combate à dominação de gênero deveria ser encampado por homens e mulheres, já que a liberdade da mulher estaria inteiramente ligada à liberdade do homem. Lucy Parsons, anarquista norte-americana, relacionando gênero e classe, enfatizava que as mulheres seriam "escravas dos escravos", sendo exploradas pelo capitalismo e sendo vítimas da dominação de gênero.
Os anarquistas também criticaram a dominação de raça, à qual as minorias étnicas estariam expostas, para além da dominação de classe. Os anarquistas tiveram papel fundamental em diversos países nas lutas contra o racismo, por meio de lutas pela igualdade de direitos e contra a segregação racial.

### Defesa da autogestão
A defesa anarquista da autogestão envolve, igualmente, a mesma noção ética que norteia sua crítica da dominação. Se, através de uma análise social racional, os anarquistas identificam certas relações de dominação, e se elas são consideradas injustas, realiza-se uma proposição que visa a superar esse problema; tais são as bases da defesa anarquista da autogestão. A defesa da autogestão defendida pelos anarquistas também tem, como foco, as esferas econômica, política, ideológica e cultural.

#### Socialização da propriedade

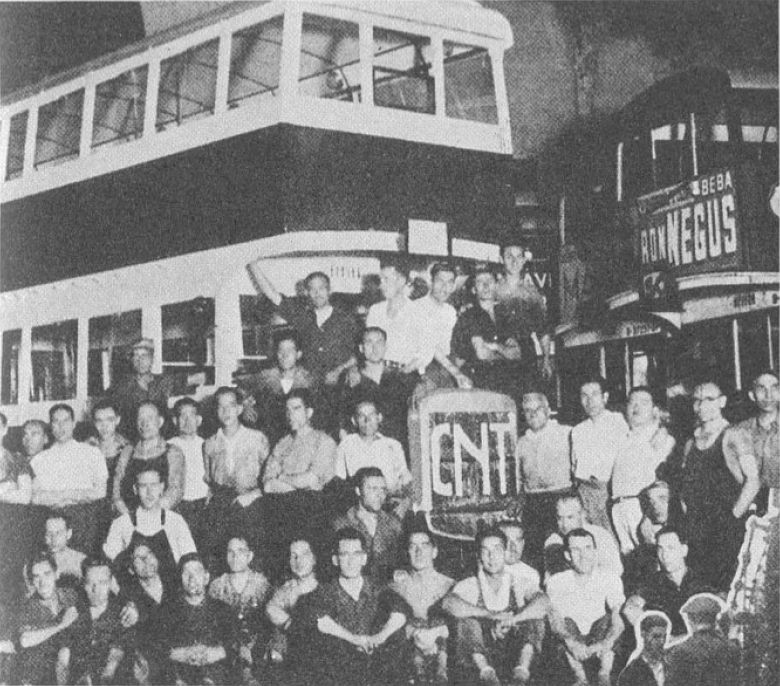
A socialização dos meios de transporte urbanos na Revolução Espanhola foi uma bem-sucedida experiência de autogestão econômica sob os moldes anarquistas

Os anarquistas defendem a socialização da propriedade privada dos meios de produção como um aspecto central na defesa da autogestão econômica. Isso implicaria, necessariamente, na coletivização das máquinas, equipamentos, ferramentas, tecnologias, instalações, fontes de energia, meios de transporte, matérias-primas e terra. O anarquista luso-brasileiro Neno Vasco, nesse sentido, afirmou que tal socialização significa "confiar a produção ao trabalho coletivo organizado", sendo que "os meios de produção devem ser postos à disposição de todos" em "uma sociedade em que o trabalho, tendendo à satisfação das necessidades dos indivíduos, seja escolhido por cada um e organizado pelos próprios trabalhadores". Os anarquistas sustentam que, com a autogestão econômica, a lógica condutora do trabalho não seria a busca do lucro, envolvendo a exploração levada a cabo por meio da apropriação de parte do trabalho realizado pelos trabalhadores pelos proprietários; o trabalho assalariado, da maneira como funciona nos sistemas capitalistas, deixaria de existir. Como afirmou Berkman, uma sociedade fundada nos princípios anarquistas reorganizaria a produção "com base nas necessidades do povo". As necessidades populares norteariam a economia autogestionária. Sob a autogestão econômica, sustentam os anarquistas, os trabalhadores usufruiriam de todos os frutos de seu trabalho, e seu envolvimento nos processos decisórios econômicos seria realizado de maneira proporcional a quanto eles são afetados.
Segundo os anarquistas, a socialização autogestionária deveria ser levada a cabo tanto no campo como na cidade, em localidades com modos de produção mais ou menos desenvolvidos; no campo, poderia se optar pela coletivização ou pela propriedade individual ou familiar, num sistema de posse, onde não haveria exploração do trabalho. Estariam envolvidos, na socialização urbana e rural, produtores e consumidores, articulados por meio de conselhos populares. Tais conselhos teriam, por objetivo, romper com a divisão social do trabalho e garantir a equidade na remuneração, por meio de processos de trabalho que estejam em harmonia com a natureza e aproveitem as tecnologias para benefício dos trabalhadores.

#### Autogoverno democrático
A autogestão política defendida pelos anarquistas implicaria na abolição do Estado, a qual deveria ser levada a cabo ainda durante o processo revolucionário, acabando com a divisão entre governantes e governados. As propostas de socialismo de Estado, como período de transição, são veementemente rejeitadas pelos anarquistas, da mesma maneira que os procedimentos da democracia representativa, que implicariam uma delegação de poder sem controle da base, segundo sustentam os anarquistas. A proposta anarquista de autogestão política é o autogoverno democrático, onde o poder político seria totalmente socializado (isto é, o poder decisório ficaria nas mãos de todos). As instituições que substituiriam o Estado e as bases da autogestão política seriam os conselhos, associações voluntárias que, conforme sustentou Kropotkin, "representariam uma rede entrelaçada, composta por uma infinita variedade de grupos e federações de todos os tamanhos e graus, locais, regionais, nacionais e internacionais, temporárias, mais ou menos permanentes, para todos os objetivos possíveis". Tais associações fundamentariam-se em um modelo de poder autogestionário que permitiria a participação efetiva de todos nas mais diversas decisões. O conjunto de conselhos, cuja base seria constituída por grupos e associações livres, tomariam as decisões de maneira local e democrática, com as decisões fluindo de baixo para cima, com participação generalizada e ampla, controlando a execução dessas decisões e solucionando conflitos, reunindo as funções tradicionais dos três poderes sob uma perspectiva autogestionária. Tais organismos seriam os responsáveis por deliberarem e executarem todas as medidas relativas aos serviços públicos.
Todo o processo político autogestionário, para funcionar em larga escala, implicaria uma articulação que teria, por base, o mecanismo federalista, que, segundo o anarquista brasileiro Domingos Passos, congregaria "homens diversos em organismos ou sociedades na federação, sem a perda da autonomia societária". O federalismo permitiria a articulação das estruturas por meio de delegações que levam às instâncias mais amplas (isto é, a federações municipais, estaduais, nacionais e talvez até internacionais) as decisões das bases e garantindo sua execução; os delegados possuiriam autonomia relativa, seriam controlados pela base, suas funções seriam rotativas e seus mandatos revogáveis a qualquer momento. Esse modelo federalista, desenvolvido inicialmente por Proudhon, foi posto em prática em algumas seções da AIT, durante a Comuna de Paris.
No autogoverno democrático, haveria amplas liberdades civis, conforme explicitou Magón; para ele, "o direito de pensar, emitir seu pensamento, reunir-se, exercer o ofício, a profissão ou a indústria que o acomode, transitar pelo território nacional, entre muitos outros direitos e prerrogativas", seriam garantidos. Ainda que conciliadas com a liberdade coletiva, as liberdades individuais também seriam garantidas.

#### Cultura autogestionária
Juntamente com as propostas para a economia e a política, o anarquismo, historicamente, preocupou-se com questões ideológicas e culturais. Para os anarquistas, se a religião, a educação e a mídia vêm sendo responsáveis por legitimar a dominação, os anarquistas devem propor uma cultura distinta, que legitime sua proposta de autogestão. Então, para além da autogestão econômica e política, os anarquistas propõem a criação de uma cultura autogestionária, forjada em bases ideológicas e em uma ética pautada em valores, capaz de sustentar seu projeto econômico e político. Essa ética anarquista é o elemento universal promovido transversalmente em todos os contextos, pautada nos seguintes valores: liberdade individual e coletiva, no sentido do desenvolvimento pleno das faculdades, capacidades e pensamento crítico de cada um e de todos; igualdade, em termos econômicos, políticos e sociais, promovida por meio da autogestão e incluindo questões de gênero e raça; solidariedade e apoio mútuo, sustentando relações fraternas e colaborativas entre as pessoas e não de individualismo e competição; estímulo permanente à felicidade, à motivação e à vontade. A intervenção dos anarquistas de acordo com esses valores éticos deve fortalecer as associações voluntárias, de maneira a promover a cultura autogestionária defendida pelos anarquistas.

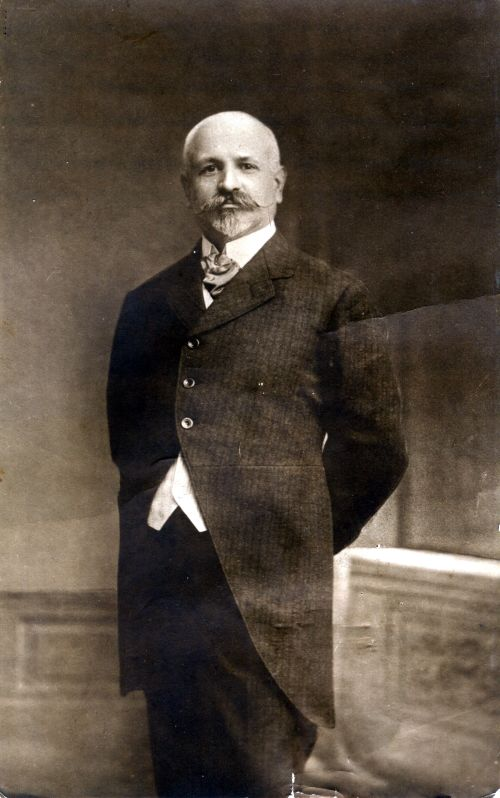
Francisco Ferrer y Guardia foi um dos maiores defensores da pedagogia libertária e fundou a Escola Moderna em Barcelona, na Espanha, em 1901

Um dos aspectos muito desenvolvidos no anarquismo foi a educação, por meio da discussão sobre a pedagogia libertária. Para o francês Élisée Reclus, "o ideal dos anarquistas não é suprimir a escola, ao contrário, é fazê-la crescer, fazer da própria sociedade um imenso organismo de ensinamento mútuo, onde todos seriam simultaneamente alunos e professores". Para os anarquistas, essa ampliação da educação, estendendo-a ao conjunto da sociedade, é fundamental para estimular os valores condizentes com a prática da autogestão. Essa educação seria integral, pois buscaria fortalecer completamente o desenvolvimento individual; intelectualmente, por meio do conhecimento científico das distintas áreas da vida e do estímulo permanente à cultura; tecnicamente, preparando para o trabalho e capacitando para a realização de tarefas manuais e intelectuais; fisicamente, tendo, por objetivo, promover a saúde e o bem-estar. O espanhol Francisco Ferrer y Guardia enfatizou que o objetivo anarquista na educação seria criar "homens capazes de evoluir incessantemente; capazes de destruir, de renovar constantemente os meios, renovar-se a si mesmos; homens cuja independência intelectual seja a força suprema, que nunca se sujeitem ao que quer que seja, dispostos a aceitar sempre o melhor, feliz pelo triunfo das novas ideias e que aspirem a viver vidas múltiplas em uma única vida".
Também faz parte dessa cultura autogestionária o investimento em lazer; no tempo livre, os anarquistas consideram fundamental a participação em atividades que envolvem esportes, artes, música, televisão, cinema, teatro e literatura, tanto para o descanso, como para a própria instrução cultural. Os valores éticos do anarquismo constituem os fundamentos dessa produção popular e autogestionária do lazer. Os meios de comunicação defendidos pelos anarquistas seriam autogeridos, possuiriam ampla participação e promoveriam a diversidade e o pensamento crítico, informando, discutindo e divertindo.

### Estratégia do anarquismo
Os anarquistas não possuem uma estratégia única de atuação; ainda assim, há uma concepção estratégica comum, que constitui parte dos princípios anarquistas. Historicamente, os anarquistas estiveram envolvidos nas mais diversas lutas populares e incidiram sobre as esferas econômica, política, cultural e a ideológica; a preocupação em desenvolver estratégias que pudessem combater a dominação em todos esses níveis é um traço comum entre os anarquistas.

#### Sujeitos revolucionários
A perspectiva classista do anarquismo fornece as bases para que se forje uma noção de sujeito revolucionário, compreendido como o agente social que, inserido no processo de luta de classes, possui capacidade de realização e interesses, mas, fundamentalmente, consciência de classe para investir ativamente em um processo de transformação social revolucionária. Os anarquistas, de modo geral, sustentam que a ação humana possui capacidade significativa de transformar as estruturas sociais, e que essa transformação deve ser dada pelos sujeitos revolucionários. A concepção anarquista de sujeito revolucionário tem, como base, as classes dominadas de maneira geral e, historicamente, envolveu trabalhadores da cidade e do campo, empregados, precarizados, desempregados e marginalizados, assalariados e pequenos proprietários, fundamentalmente camponeses e artesãos. Para os anarquistas, o sujeito revolucionário deve ser criado em um processo longo, que exige a construção e reconstrução dos tecidos sociais, mobilizações, lutas, derrotas e vitórias; elementos objetivos e subjetivos, racionais e emocionais, não estando esse sujeito determinado a priori; dentro da concepção anarquista, ele se forja historicamente, dentro dos processos de luta das classes dominadas contra as classes dominantes.

#### Revolução social e violência
A estratégia do anarquismo é revolucionária e, portanto, sustenta-se na perspectiva de realizar uma revolução social, que possa ir além das mudanças políticas. Como afirmou Magón, "uma revolução que não garanta, ao povo o direito de viver, é uma revolta de políticos a quem devemos, nós, os deserdados, dar as costas; nós, os pobres, necessitamos de uma revolução social, e não de uma revolução política". Os anarquistas sustentam que apenas uma revolução social, concebida como um processo de transformação social profundo, com implicações significativas em todas as esferas sociais, poderia trazer a perspectiva de uma sociedade libertária; as classes dominadas, por meio de sua força social, iriam impor suas posições no processo da luta de classes a fim de proporcionar as transformações sociais capazes de superar a sociedade de classes, tornando-se imprescindível, para os anarquistas, a derrubada do capitalismo e do Estado.
Para os anarquistas, um processo revolucionário dessa magnitude não poderia descartar completamente a possibilidade da utilização da violência; ainda que se tenha discutido o nível de violência necessário em um processo revolucionário, foi constante a crença de que ela seria, muito provavelmente, necessária. É notável a preocupação de se diminuir o nível de violência tão logo o processo revolucionário esteja estabilizado, instaurando a paz assim que o funcionamento pleno do poder autogestionário estivesse garantido; porém, durante o processo revolucionário, a violência provavelmente teria de ser utilizada.
Entretanto, há anarquistas que acreditam na possibilidade de uma revolução praticamente sem violência, como é o caso daqueles que conferem centralidade à propaganda e à educação em suas estratégias, acreditando ser possível transformar a sociedade pelo convencimento, praticamente sem violência; Reclus, por exemplo, afirma que quanto maior for a consciência dos trabalhadores e de sua força potencial, "mais as revoluções serão fáceis e pacíficas", podendo toda a oposição "ceder, até mesmo sem luta". A possibilidade de uma revolução não violenta, para esses anarquistas, é, entretanto, uma probabilidade; as ações pacíficas, na maioria dos casos, são defendidas uma questão de estratégia e não de princípios. Ainda assim, posições externas ao anarquismo, que consideram a não violência um princípio, como as de Henry David Thoreau e Liev Tolstói, exerceram alguma influência entre os anarquistas.
O processo revolucionário, de acordo com as distintas avaliações anarquistas, é concebido por alguns como um processo lento, fundamentalmente pela envergadura da transformação; para outros, é um processo que, inserido numa conjuntura favorável, pode ser acelerado significativamente.

#### Estratégia de luta
A estratégia revolucionária do anarquismo é formulada a partir de três elementos: a crítica do sistema de dominação, o objetivo de um sistema de autogestão e o conjunto de meios a serem utilizados, por meio de uma prática política coerente para promover a transformação social desejada. Para os anarquistas, o sistema de dominação é o resultado de uma imposição de força por parte das classes dominantes às classes dominadas; assim, a estratégia fundamental do anarquismo deve contar com sujeitos revolucionários, criados no seio das classes dominadas, que consigam modificar a correlação de forças colocada e implantar um sistema de autogestão. A força social das classes dominadas é, para os anarquistas, o que há de mais relevante para impulsionar essa transformação; fazer das classes dominadas os sujeitos revolucionários e protagonistas da transformação social desejada é um dos elementos fundamentais da estratégia anarquista.
Os anarquistas sustentam que há uma necessidade de coerência em termos estratégicos; defendendo uma congruência entre táticas, estratégias e objetivos. Tal questão foi levada em consideração entre os anarquistas frequentemente por meio da discussão entre meios e fins; para Malatesta, é preciso "empregar os meios adaptados" à realização daquilo que se deseja, "esses meios não são arbitrários", para ele, "derivam necessariamente dos fins" a que os anarquistas se propõem e das circunstâncias nas quais lutam. Malatesta ainda sustentou que se os anarquistas se equivocassem na escolha dos meios, inevitavelmente se afastariam dele "rumo a realidades frequentemente opostas", que seriam "a consequência natural e necessária" aos métodos empregados de maneira equivocada. Os anarquistas em geral sustentam a necessidade de uma subordinação dos meios aos fins, da tática à estratégia e da estratégia ao objetivo; para se chegar à autogestão generalizada, devem-se utilizar meios autogestionários. É por esse motivo que os anarquistas descartam a utilização do Estado como um meio de atuação e transformação social; para os anarquistas, a ação direta implica a priorização da prática política das classes dominadas fora do Estado e, em grande medida, contra ele. Ao criar e participar de organizações, os anarquistas defendem um modelo orgânico pautado na autogestão; esse modelo envolve relações autogestionárias entre os militantes de um grupo ou organização, assim como relações autogestionárias entre grupos, organizações e os movimentos populares, reforçando a independência e autonomia de classe, que garante o protagonismo das classes dominadas na construção de uma prática política desenvolvida a partir das bases sem que haja submissão a relações de dominação internas ou externas.
De modo geral, os anarquistas sustentam que para romper com o sistema de dominação e constituir um sistema de autogestão, é fundamental utilizar meios autogestionários nas distintas estratégias e táticas empregadas, em todas as esferas sociais. Historicamente, diferentes estratégias foram levadas a cabo pelos anarquistas em diversos contextos, priorizando algumas ações em relação a outras, mas sempre levando esse princípio em consideração. Na esfera econômica, os anarquistas atuaram criando cooperativas de produção nos moldes mutualistas, participando em ocupações de fábricas, greves expropriadoras e da luta dos trabalhadores articulando-se em organizações sindicais e articulando organizações camponesas para a luta pela terra; na esfera política, os anarquistas vêm afirmando a necessidade de ações que envolvam a intervenção direta contra o capitalismo e o Estado, através da organização das classes populares ou do uso da violência; na esfera cultural e ideológica, os anarquistas preconizaram a propaganda e iniciativas no campo da educação, além das próprias mobilizações populares, no sentido em que elas pudessem fortalecer uma certa consciência de classe. Entretanto, houve diversos debates relevantes acerca dessas estratégias entre os anarquistas, embora as lutas promovidas pelos anarquistas nas três esferas sustentaram, de modo geral, ações reivindicativas, insurrecionais, revolucionárias, mais ou menos violentas em determinados contextos e buscaram, permanentemente, promover a revolução social, a partir de transformações estruturais nas três esferas.

## Debates e questões internas
As posições dos anarquistas em relação a certas questões não constituem um todo homogêneo, e o anarquismo tem sido marcado por diversos debates e divergências. Os debates mais relevantes entre os anarquistas se dão em torno da defesa da autogestão e da estratégia.

### Debates relevantes em torno da autogestão
Em relação à defesa da autogestão econômica e a socialização da propriedade, apresentam-se dois debates relevantes, entre os anarquistas que defendem o mercado autogestionário e os que defendem a planificação democrática, e entre os que defendem o coletivismo e os que defendem o comunismo como forma de distribuição do trabalho. Em relação à defesa da autogestão política, os debates se dão entre os que sustentam que a articulação política deve se dar no local de trabalho e os que sustentam que ela deve se dar no local de moradia. Há ainda um debate sobre os limites e as possibilidades da cultura na criação de uma sociedade autogestionária.

#### Mercado autogestionário ou planificação democrática
Há anarquistas que defendem que, em termos econômicos, a sociedade futura deverá ter por base um mercado autogestionário; anarquistas que defendem essa posição afirmam que o mercado é um ambiente de circulação e distribuição de mercadorias que sempre existiu, mesmo antes do capitalismo, e sendo o mercado um espaço em que circulam as informações a respeito da oferta e da demanda de bens, ele seria a única forma eficiente de equilibrá-las. Anarquistas que defendem essa posição sustentam que a sociedade é muito complexa para que uma planificação eficiente e que atenda todas as demandas sociais seja possível; somente o mercado poderia constituir esse canal de informações imprescindíveis para a economia e sua supressão geraria, necessariamente, uma planificação arbitrária e autoritária, contrariando os princípios da autogestão.
Outros anarquistas, entretanto, defendem um tipo de planificação democrática, com a necessidade da supressão do mercado e do dinheiro. Alexander Berkman, que defendeu essa posição, sustentou que na sociedade libertária "a troca será livre", "sem a intermediação do dinheiro e sem lucro, tendo por base as requisições e o abastecimento à disposição". Outros anarquistas que defendem essa perspectiva econômica afirmam que a interação entre locais de moradia e trabalho, produtores e consumidores, permitiria a planificação econômica democrática, não só participativa, mas em larga escala. Não havendo o Estado para coordenar a produção com um planejamento central ou uma produção ajustada pelo mercado e pelo sistema de preços, surgiria uma economia socializada e autogestionada fundada em uma federação econômica de empresas e comunidades autogeridas, com uma assembleia no topo, que balancearia oferta e demanda, direcionando e distribuindo a produção com base nas demandas que surgiriam de baixo para cima. Essa posição é maioritária entre os militantes do anarquismo.

#### Coletivismo ou comunismo

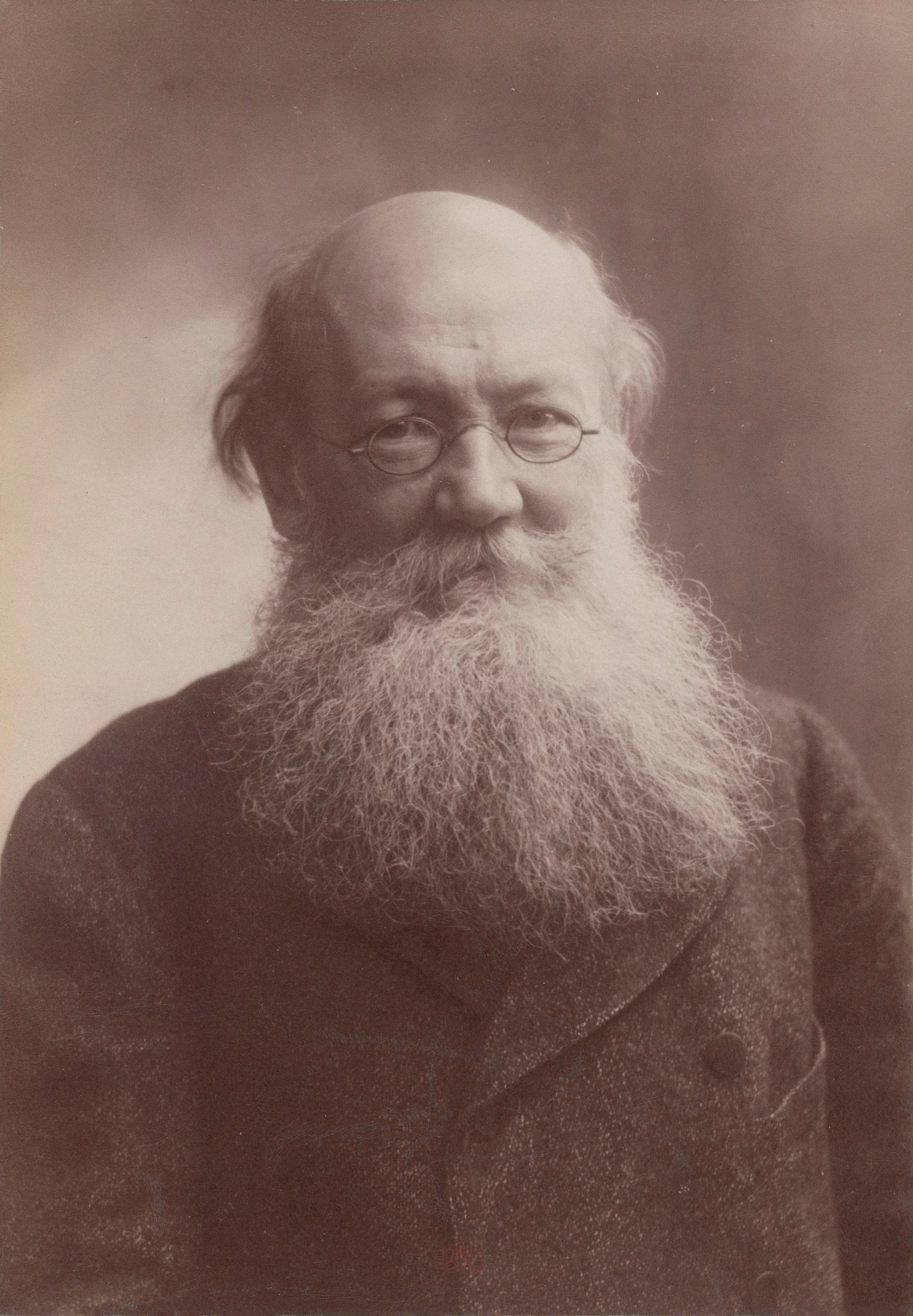
O russo Piotr Kropotkin foi um dos maiores defensores do que se convencionou a chamar de anarquismo comunista. Para ele, o coletivismo, na medida em que defendia a remuneração baseada no trabalho realizado, seria inadmissível, e que o modo de distribuição comunista seria o mais adequado em uma sociedade libertária

O debate entre anarquistas que defendem o coletivismo e os que defendem o comunismo como modo de distribuição, evidenciou-se, marcadamente, em meados da década de 1870 e teve, depois disso, algum impacto entre os anarquistas. Até aquela época, a maioria dos anarquistas defendia o coletivismo, sistema de remuneração baseado no trabalho realizado, reconhecido na máxima "a cada um segundo seu trabalho". Mikhail Bakunin, que sustentou essa perspectiva, afirmou que na sociedade libertária "cada um deverá trabalhar para viver, cada um será livre para morrer de fome por não trabalhar, a menos que encontre uma associação ou uma comuna que consinta alimentá-lo por piedade", excluindo, entretanto, crianças, velhos e pessoas sem condições para o trabalho. O comunismo, modo de distribuição reconhecido pela máxima "de cada um segunda suas possibilidades, a cada um segundo suas necessidades", passou a ser defendido por alguns anarquistas entre 1874 e 1876, e a partir de 1880, tornou-se hegemônico. Nesse sistema, defendido por anarquistas notáveis, como Piotr Kropotkin, cada um trabalharia nas medidas de suas possibilidades e consumiria nas medidas de suas necessidades, exigindo um aprofundamento ético sem precedentes e a garantia de que se cooperará em tal sentido. Cientes disso, houve anarquistas que defenderam posições intermediárias, como James Guillaume e Errico Malatesta, aceitando o coletivismo em uma primeira fase da sociedade libertária e tentando-se chegar progressivamente ao comunismo.

#### Política no local de moradia ou de trabalho
Tratando do local mais adequado para a articulação das instâncias políticas da sociedade autogestionária, há, fundamentalmente, três perspectivas: uma que defende a articulação pelo local de moradia (comunas), outra, que defende a articulação pelo local de trabalho (sindicatos), e uma terceira, que sustenta uma perspectiva moderada entre ambas.

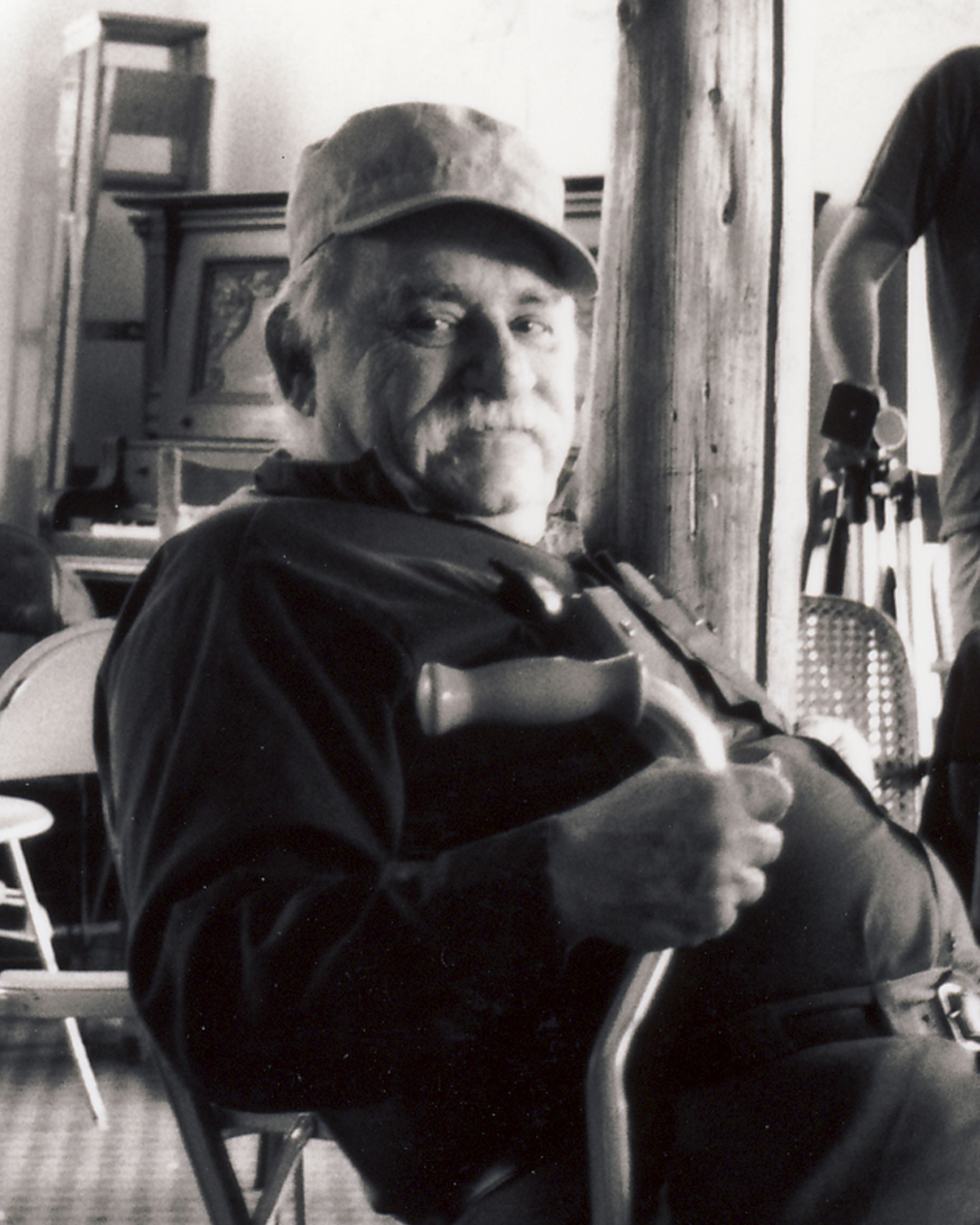
O anarquista americano Murray Bookchin foi um defensor da organização política no local de moradia, tendo como base o município. Seu conjunto de ideias ficou conhecido como municipalismo libertário

Defensor da primeira perspectiva, Murray Bookchin sustentava que o município deveria ser a base para relações sociais diretas, servindo como base para uma "democracia frontal" e para a "intervenção pessoal do indivíduo", "para que as freguesias, comunidades e cooperativas convirjam na formação de uma nova esfera pública". Para ele, somente uma confederação desses municípios poderia lançar um movimento popular capaz de produzir condições para a abolição do Estado. Sua defesa da organização comunitária como um poder popular dual, que se antagoniza com o poder estatal, marca sua crença exclusiva na mobilização em nível comunitário.
Defensores da segunda perspectiva, em geral defensores do sindicalismo, acreditam que o poder autogestionário deveria ser articulado pelo local de trabalho, a partir da produção e do consumo, tendo uma base econômica. Diego Abad de Santillán afirmou que "a república dos trabalhadores não se faz no parlamento nem por decreto do Estado, há que se construí-la com os trabalhadores, nos locais de trabalho, e não fora deles". Para Neno Vasco, de modo semelhante, "o sindicato é o grupo essencial, o órgão específico de luta de classes e o núcleo reorganizador da sociedade futura", e constitui o agrupamento que "manterá a continuidade da vida social, assegurando a produção do indispensável".
A terceira perspectiva, mais moderada, é maioritária entre os anarquistas, e sustenta que grupos locais democráticos no local de trabalho e de moradia seriam o núcleo do movimento social que criaria o socialismo libertário. Os defensores dessa perspectiva acreditam que o poder da sociedade futura deveria ser compartilhada entre os locais de trabalho e de moradia, conciliando decisões econômicas e políticas.

#### Limites e possibilidades da cultura
No anarquismo, o debate que envolve a cultura se dá em torno das distintas expectativas em relação aos seus limites e possibilidades, envolvendo duas concepções teóricas distintas em relação às esferas sociais e os limites e possibilidades da esfera cultural e ideológica em relação às esferas política e econômica, variando entre dois polos com algumas posições intermediárias.
De um lado, compreende-se que a criação de uma cultura autogestionária com todos os valores que ela implica é significativamente limitada por elementos políticos e principalmente econômicos. Mikhail Bakunin, que sustentava posições materialistas, afirmava que, embora as esferas política e cultural pudessem determinar a esfera econômica, esta última constituiria sempre uma base sobre a qual se desenvolvem as outras. Bakunin afirmava que a questão da educação não era a mais importante para a luta dos anarquistas e que, "em primeiro lugar", estaria a sua "emancipação política, que engendra necessariamente sua emancipação econômica e, mais tarde, sua emancipação intelectual e moral", e para ele, uma educação libertária só poderia se desenvolver plenamente sob um regime de autogestão econômica.
De outro lado, há anarquistas que compreendem que a criação de uma cultura autogestionária é imprescindível para a sustentação da autogestão nas esferas política e econômica e que ela possui relevância de primeira ordem. Para Rudolf Rocker, um dos anarquistas que mais concederam relevância para a esfera cultural e ideológica no processo de estruturação social, a economia certamente possui influência relevante na sociedade; todavia, ele sustentou que "há na história milhares de fatos que não se deixam explicar unicamente por bases puramente econômicas", e que além da política, "a vontade de poder" é "em geral uma das forças motrizes mais significativas da história", e portanto, a esfera cultural e ideológica possui lugar de destaque na determinação de fatos econômicos ou mesmo políticos. Estudando a relevância da cultura na determinação dos fatos sociais, Rocker ainda afirmou que "é inegável o influxo da conformação psicológica do homem sobre a formação do ambiente social", ressaltando a relevância central da esfera cultural e ideológica, tanto pelo papel da cultura nos embates contra a dominação e da vontade na determinação das estruturas sociais, quanto pela crença de que a política emana, em grande medida, da concepção religiosa, e que a economia possui naturezas culturais. Também defendendo a relevância central da esfera cultural e ideológica, o anarquista chinês Wu Zhihui afirmava que "quando a educação é popularizada, todos abandonam os velhos hábitos e começam uma nova vida", sendo a revolução "apenas um claro efeito dessa transformação".
Entre essas duas posições antagônicas, há uma série de posições intermediárias, sendo uma das mais relevantes a dos anarquistas que consideram que as ações da esfera cultural e ideológica são necessárias e possuem potencial significativo, ainda que reconheçam os limites estruturais e a necessidade de intervirem, ao mesmo tempo, nas esferas política e econômica. De modo geral, as posições que atribuem menos capacidade à esfera cultural e ideológica priorizam como estratégias de luta o sindicalismo e as cooperativas, enquanto as posições que atribuem a essa esfera maior capacidade priorizam a educação e a propaganda.

### Debates relevantes em torno da estratégia
Em relação às estratégias anarquistas, apresentam-se quatro debates relevantes. O primeiro trata das distintas posições em torno da organização, com concepções anarquistas contrárias e favoráveis à organização; o segundo apresenta as diferentes concepções em relação às reformas e lutas de curto prazo e as distintas compreensões em relação ao seu papel para se atingir a revolução; o terceiro trata das posições em relação ao momento e ao contexto da utilização da violência; o quarto, transversal aos outros, apresenta as diferentes concepções sobre a organização específica anarquista.

#### Antiorganizacionismo e organizacionismo

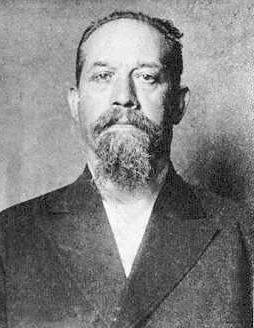
O ítalo-americano Luigi Galleani foi um dos mais notórios anarquistas antiorganizacionistas. Para ele, os anarquistas deveriam atuar por meio da educação, da propaganda e da ação violenta

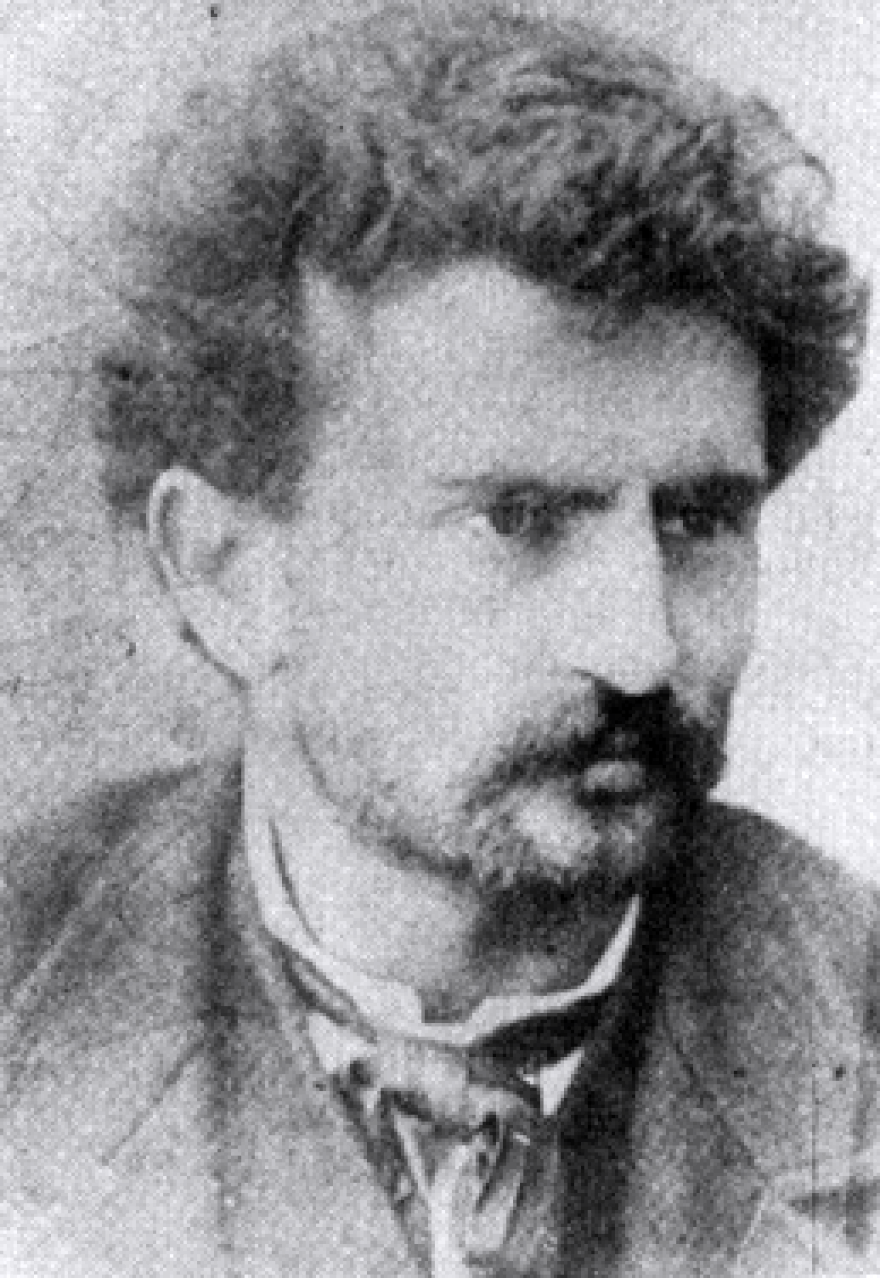
O italiano Errico Malatesta defendeu o organizacionismo dual. Para ele, os anarquistas deveriam se organizar no nível social, dos sindicatos, como trabalhadores, e no nível político, como anarquistas

O debate sobre a questão da organização no anarquismo envolve três posições fundamentais: o antiorganizacionismo, dos anarquistas que são contrários à organização e que defendem, de modo geral, a atuação individual ou em pequenas redes ou grupos informais; o sindicalismo e o comunitarismo, dos anarquistas que sustentam que a organização dos anarquistas deve se dar somente no nível social e de massas, e que criar organizações específicas anarquistas seria algo redundante na medida em que os movimentos populares poderiam levar a cabo toda a estratégia anarquista; e o dualismo organizacional, que sustenta serem necessárias, além das organizações de massa, as organizações específicas para promover o anarquismo de maneira mais consistente.
Os antiorganizacionistas sustentam que qualquer organização política, ainda que fosse anarquista, conduziria necessariamente a uma hierarquia de tipo governamental, violando a liberdade individual, e sustentam também que os anarquistas deveriam se associar em redes pouco orgânicas, quase informais, pois a organização conduziria, necessariamente, à dominação. Tais posições são assumidas também em relação aos movimentos populares. Luigi Galleani, notório antiorganizacionista, afirmava que "o movimento anarquista e o movimento operário percorrem caminhos paralelos e a constituição geométrica de linhas paralelas é feita de maneira que elas nunca possam se encontrar ou coincidir", sendo o anarquismo e o movimento operário corpos distintos, ainda para Galleani, as organizações operárias seriam vítimas de um "conservadorismo cego e parcial", responsável por "estabelecer um obstáculo, muitas vezes um perigo" aos objetivos anarquistas. Em geral, os antiorganizacionistas sustentam que os anarquistas deveriam atuar por meio da educação, da propaganda e da ação violenta. Muitas vezes, as posições dos antiorganizacionistas foram sustentadas tendo, como base, alguns argumentos individualistas de origem exterior ao anarquismo, em especial de autores como Stirner e Nietzsche.
Os sindicalistas e comunitaristas acreditam que o movimento popular possui as condições de abarcar posições libertárias, de maneira a cumprir todas as funções estratégicas necessárias a um processo revolucionário, opondo-se à criação de organizações específicas anarquistas. Entre os anarquistas que defendem as organizações exclusivamente comunitárias, posições relevantes encontram-se na obra de Bookchin, que defendia mobilizações de massa exclusivamente no campo comunitário, envolvendo trabalhadores, camponeses, profissionais e técnicos e superando os interesses corporativos e setoriais, vinculados necessariamente aos sindicatos. Entre os anarquistas que defendem o sindicalismo, encontram-se, ainda, duas estratégias fundamentais: o anarcossindicalismo e o sindicalismo revolucionário. A primeira defende uma vinculação programática entre o anarquismo e o sindicalismo, enquanto a segunda sustenta fundamentalmente a neutralidade, a independência e a autonomia dos sindicatos, não vinculando-se a nenhuma ideologia específica.
O dualismo organizacional apoia-se na ideia de que deve haver dois níveis de organização: um social, de massas, e outro político e ideológico, anarquista; no nível social, dos sindicatos, os anarquistas organizar-se-iam como trabalhadores; no nível político, como anarquistas. Errico Malatesta, um dos mais notórios defensores dessa posição, afirmava que "o partido anarquista" como "o conjunto daqueles que querem contribuir para realizar a anarquia, e que, por consequência, precisam fixar um objetivo a alcançar e um caminho a percorrer", deveria ser o responsável pela concepção da estratégia dos anarquistas e por sua aplicação no campo popular.

#### Reformas e lutas de curto prazo
Todos os anarquistas defendem uma perspectiva revolucionária de transformação social, entretanto, há um debate relevante entre os anarquistas a respeito das reformas e lutas curto prazo. Alguns anarquistas defendem a posição de que as lutas de curto prazo e as reformas seriam meios para se chegar à revolução, enquanto outros são contrários a essas lutas e às próprias reformas. Geralmente, os primeiros são chamados de possibilistas e os segundos de impossibilistas.
Posições impossibilistas foram defendidas constantemente entre os anarquistas e, em alguns contextos, tiveram expressões bastante significativas. Anarquistas que defendem tais posições argumentam que as greves seriam eficazes apenas se tivessem por objetivo imediato a revolução social; nesse sentido, Emma Goldman criticou os operários norte-americanos que lutavam pela jornada de oito horas, dizendo que isso era "uma perda de energia e de tempo" e que seria uma "estupidez os trabalhadores lutarem por tão pouco". Os impossibilistas defendem diferentes meios para a atuação anarquista; enquanto uns defendem a propaganda pelo ato e sustentam que a utilização da violência por meio de atentados deveria ser a principal estratégia anarquista, outros defendem estratégias insurrecionais distintas, além da propaganda e da educação popular como meio de atuação.

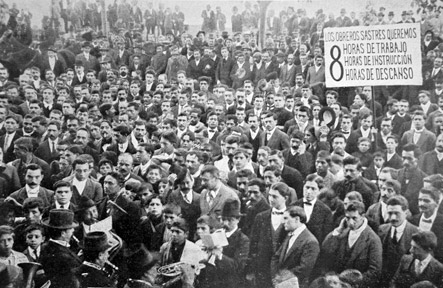
Manifestação da FORA pela jornada de oito horas de trabalho

Posições possibilistas também foram bastante comuns entre os anarquistas, muitos dos quais envolvidos com a militância sindical ou comunitária. Para esses anarquistas, as lutas reivindicativas podem ser responsáveis pelo desenvolvimento daquilo que alguns chamam de "ginástica revolucionária" e, dependendo de como forem levadas a cabo, podem contribuir com o objetivo revolucionário anarquista. Malatesta foi um defensor dessa posição, ao afirmar que os anarquistas deveriam tomar ou conquistar as eventuais reformas "no mesmo espírito daquele que arranca pouco a pouco do inimigo o terreno que ele ocupa, para avançar cada vez mais". Entretanto, a participação dos anarquistas em lutas de curto prazo não significa a adoção de uma postura reformista; Neno Vasco, nesse sentido, afirmou que os anarquistas deveriam favorecer "as reformas ou melhoramentos que sejam uma vantagem verdadeira para o proletariado ou que pelo menos não contrariem ou retardem o fim essencial", devendo os anarquistas defender lutas classistas, combativas, autônomas, construídas pela base por mecanismos autogestionários e com uma perspectiva revolucionária.

#### Momento e contexto da utilização da violência

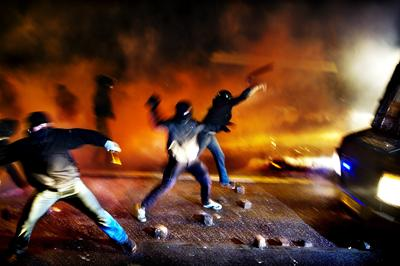
O momento e o contexto da utilização da violência têm gerado debates relevantes entre os anarquistas

A maioria dos anarquistas considera que, muito provavelmente, a violência deverá ser utilizada, em maior ou menor grau, para promover a transformação revolucionária desejada. De qualquer forma, há um debate fundamental em relação ao momento e ao contexto da utilização da violência, envolvendo seus objetivos. Nesse debate, existem duas posições fundamentais: uma, que sustenta que a violência funciona como uma ferramenta para criar movimentos revolucionários, sendo ela uma forma de propaganda que inspira os membros das classes populares a ingressarem em um processo revolucionário de luta; e outra, que defende que a violência deve ser utilizada a partir de movimentos populares previamente estabelecidos, de maneira a aumentar sua força nos conflitos de classe, sendo a violência, nesse caso, uma ferramenta para favorecer as lutas de massas já existentes.
Alfredo Bonanno, defensor da primeira posição, afirmou que "a violência é a organização preventiva e o ataque preventivo sobre as forças burguesas". Galleani, também notório defensor dessa posição, sustentava que "em vez das inefetivas conquistas de curto prazo, as táticas de corrosão e de ataque contínuo devem ser priorizadas", somente as greves gerais teriam condições de promover a revolução, a qual deveria ser buscada "por meio da inevitável utilização da força e da violência". Anarquistas como Ravachol e Severino di Giovanni, que realizaram atentados durante suas vidas, acreditavam que seus atos de violência seriam, além de uma forma de propaganda, uma vingança contra os capitalistas. Embora historicamente minoritária, a defesa dessa posição foi adotada por um certo período por anarquistas notórios como Kropotkin e Malatesta.
Anarquistas que defendem a segunda posição enfatizam que a violência deveria dar suporte ao movimento sindical e de massas durante um processo revolucionário. Nesse sentido, a violência é reivindicada como uma forma de autodefesa dos anarquistas e deveria ser utilizada somente nos momentos e contextos em que se vislumbre o fortalecimento do movimento de massas. Em geral, anarquistas envolvidos com o movimento sindical defenderam essa posição, que também foi adotada pela maior parte dos anarquistas, inclusive Kropotkin e Malatesta, durante a maior parte de suas vidas.

#### Organizações específicas anarquistas
Muitos anarquistas defenderam a necessidade, criaram e participaram de organizações anarquistas ao longo da história. Bakunin teorizou sobre o tema e, juntamente com outros outros anarquistas, fundou a Aliança da Democracia Socialista em 1868. Kropotkin, defendendo a organização anarquista, afirmou que "o partido que mais fez agitação revolucionária, que mais manifestou vida e audácia, esse partido será mais escutado no dia em que for preciso agir, em que for preciso avançar para a revolução". Malatesta sustentava que "permanecer isolado, agindo ou querendo agir cada um por sua conta, sem se entender com os outros, sem preparar-se, sem enfeixar as fracas forças dos isolados", significa, para os anarquistas, "condenar-se à fraqueza, desperdiçar sua energia em pequenos atos ineficazes, perder rapidamente a fé no objetivo e cair na completa inação". Emma Goldman sustentava que a organização anarquista deveria se fundamentar no respeito absoluto por todas as iniciativas individuais. Voltairine de Cleyre afirmava que a associação dos anarquistas deveria encontrar sua forma organizativa a partir da experiência. Max Nettlau, que os anarquistas deveriam organizar-se conservando sua autonomia, mas apoiando-se reciprocamente. E José Oiticica reivindicava o dualismo organizacional, sustentando que a organização anarquista deveria ser separada da organização sindical, e as duas deveriam trabalhar em dois níveis complementares de organização e atuação.
Organizações específicas anarquistas também tiveram papel fundamental em diversos acontecimentos relevantes na história do anarquismo, e vários anarquistas defenderam a necessidade de tais organizações, articulando e participando de associações do tipo. Entretanto, dentre esses anarquistas, há um debate que tem, como foco, o modelo dessa organização, envolvendo questões como o nível de afinidade teórica, ideológica, estratégica e programática, critério de ingresso e grau de autonomia dos membros. Destacam-se duas posições fundamentais entre os anarquistas sobre essa questão. A primeira, defende um modelo de organização flexível, que insiste na necessidade de agrupar o maior número possível de anarquistas, ainda que com distintas perspectivas estratégicas. A segunda, defende um modelo de organização programático, que prioriza, entre os anarquistas, aqueles que possuam maior afinidade políticas e estratégias. Historicamente, o debate mais rico sobre esses modelos de organização anarquista ocorreu em meados da década de 1920 e início da década de 1930, em torno da polêmica entre a Plataforma Organizacional dos Comunistas Libertários e a Síntese Anarquista, com os defensores da primeira sustentando um modelo de organização programático, e os defensores da segunda, um modelo de organização mais flexível.
Anarquistas que defendem um modelo de organização programático partem do pressuposto que há contradições fundamentais entre aqueles que se consideram anarquistas, sendo a solução para isso a criação de uma organização forte, com afinidade ampla entre os membros para incidir de maneira mais adequada nas lutas populares, devendo a organização se dar de modo federalista e autogestionário, com uma organicidade bem definida, direitos e deveres, autodisciplina e responsabilidade, além da defesa de uma unidade tática, ideológica, teórica e estratégica. Os anarquistas que defendem um modelo de organização flexível, por sua vez, partem do pressuposto que há grandes afinidades entre aqueles que se consideram anarquistas, e que deve-se buscar o fim das rusgas entre os anarquistas e a sua união em torno da luta pelos mesmos objetivos, devendo a organização se dar também de modo federalista e autogestionário, porém com uma organicidade limitada e com a participação de todos os anarquistas e prezando a autonomia dos indivíduos e grupos organizados, a diversidade nas posições ideológicas, teóricas e estratégicas.

## Correntes do anarquismo
A série de divergências existentes entre os anarquistas constituíram as bases para uma reflexão acerca do estabelecimento de correntes anarquistas. Entretanto, as diferenciações entre as correntes anarquistas foram estabelecidas de acordo com diferentes critérios pelos autores, não havendo nenhum consenso definido. Os critérios mais utilizados pelos autores clássicos, como Max Nettlau e George Woodcock, para definir as correntes do anarquismo, foram a distribuição dos produtos do trabalho na sociedade futura, subsidiando uma distinção entre coletivistas e comunistas; os sujeitos mobilizados pelos anarquistas e as estratégias adotadas por eles — subsidiando uma distinção entre anarcossindicalismo, sindicalismo revolucionário, "anarquismo terrorista" e "anarquismo pacifista" — e critérios de ordem política e filosófica, como a defesa da liberdade individual. Para Woodcock, por exemplo, haveria três correntes anarquistas: mutualismo, coletivismo e anarcocomunismo; baseadas respectivamente nas obras de Proudhon, Bakunin e Kropotkin, levando em conta os modos de distribuição do trabalho na sociedade libertária; anarcossindicalismo ou sindicalismo revolucionário, levando em conta os sujeitos mobilizados e as estratégias de luta; anarquismo pacifista, levando em conta também as estratégias de luta, baseadas no repúdio à violência e fundamentadas na obra de Tolstói; e anarco individualismo, levando em conta critérios de ordem filosófica, como a defesa radical das liberdades individuais e baseada nas obras de Godwin e Stirner. Entretanto, novos estudiosos do anarquismo, como Michael Schmidt e Lucien van der Walt, têm contestado esses critérios, argumentando que tais definições são insuficientes e que elas foram forjadas levando em conta um conjunto de pensadores muito restrito, alguns dos quais não seriam anarquistas — como Godwin, Stirner e Tolstói —; para eles, foram os debates acerca da estratégia que historicamente dividiram os anarquistas; a centralidade e a relevância desses debates indicariam que é em meio a eles que se devem buscar elementos para estabelecer as correntes anarquistas. Seguindo esse critério, os novos estudiosos do anarquismo estabeleceram duas correntes: o anarquismo insurrecionário e o anarquismo social ou de massas.

### Anarquismo insurrecionário

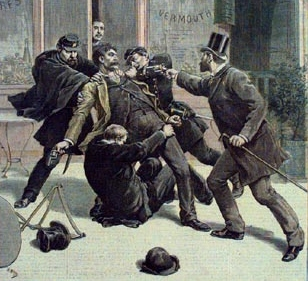
Representação artística da segunda prisão de Ravachol, após um de seus atentados. Embora historicamente minoritário, o anarquismo insurrecionário foi a corrente anarquista que mais se difundiu no imaginário popular e que ficou forjada na imagem do anarquista conspirador e terrorista

O anarquismo insurrecionário, segundo Michael Schmidt e Lucien van der Walt,
... afirma que as reformas são ilusórias e que os movimentos de massa organizados são incompatíveis com o anarquismo, dando ênfase à ação armada — a propaganda pelo ato — contra a classe dominante e suas instituições, como o principal meio de despertar uma revolta espontânea revolucionária.
Sendo assim, os anarquistas insurrecionários fazem parte do campo antiorganizacionista e posicionam-se, na maioria dos casos, contrários aos movimentos de massa organizados. Para eles, o sindicalismo é, em geral, considerado um movimento que tende à burocratização e à busca exclusiva de reformas, constituindo um perigo ao anarquismo, que é, para esses anarquistas, essencialmente revolucionário. Em relação à articulação com outros anarquistas, os insurrecionários preferem grupos de afinidade sem muita organicidade às organizações mais estruturadas e programáticas.
Para os anarquistas insurrecionários, as lutas reivindicativas são inúteis e, em última instância, ajudam a fortalecer o status quo; para eles, somente a revolução social é que poderia promover a transformação social desejada. As reformas são condenadas ou consideradas supérfluas, já que afastam as classes populares dos objetivos prioritariamente revolucionários, na visão desses anarquistas.
Os anarquistas insurrecionários são defensores da propaganda pelo ato, ou seja, acreditam que o anarquismo deve ser propagado por atos de violência contra a burguesia e membros do Estado, tomando corpo em assassinatos, atentados à bomba ou insurreições sem bases populares organizadas de antemão. Esses anarquistas consideram que esses atos individuais de violência teriam a capacidade de funcionar como um gatilho para influenciar trabalhadores e camponeses, gerando, a partir deles, movimentos insurrecionais e revoltas populares, capazes de levar, a cabo, a revolução social. Essa estratégia sustenta que a violência pode ocorrer fora dos movimentos populares organizados e sem o respaldo destes.
Muitos dos que foram rotulados ou se identificaram como "anarquistas individualistas" foram incentivadores ou adeptos destas estratégias, principalmente por conta de suas posições contrárias à organização. Apesar de ser historicamente minoritária, essa corrente foi a que mais se difundiu no imaginário popular e que ficou forjada na imagem do anarquista conspirador e terrorista. O anarquismo insurrecionário foi defendido por anarquistas como Luigi Galleani, Émile Henry, Ravachol, Nicola Sacco, Bartolomeo Vanzetti e Severino di Giovanni e grupos como o Bando Bonnot, francês, e o Chernoe znamia, russo; encontrou respaldo também, por algum tempo, em anarquistas como Nestor Makhno, Kropotkin e Malatesta.

### Anarquismo social ou de massas

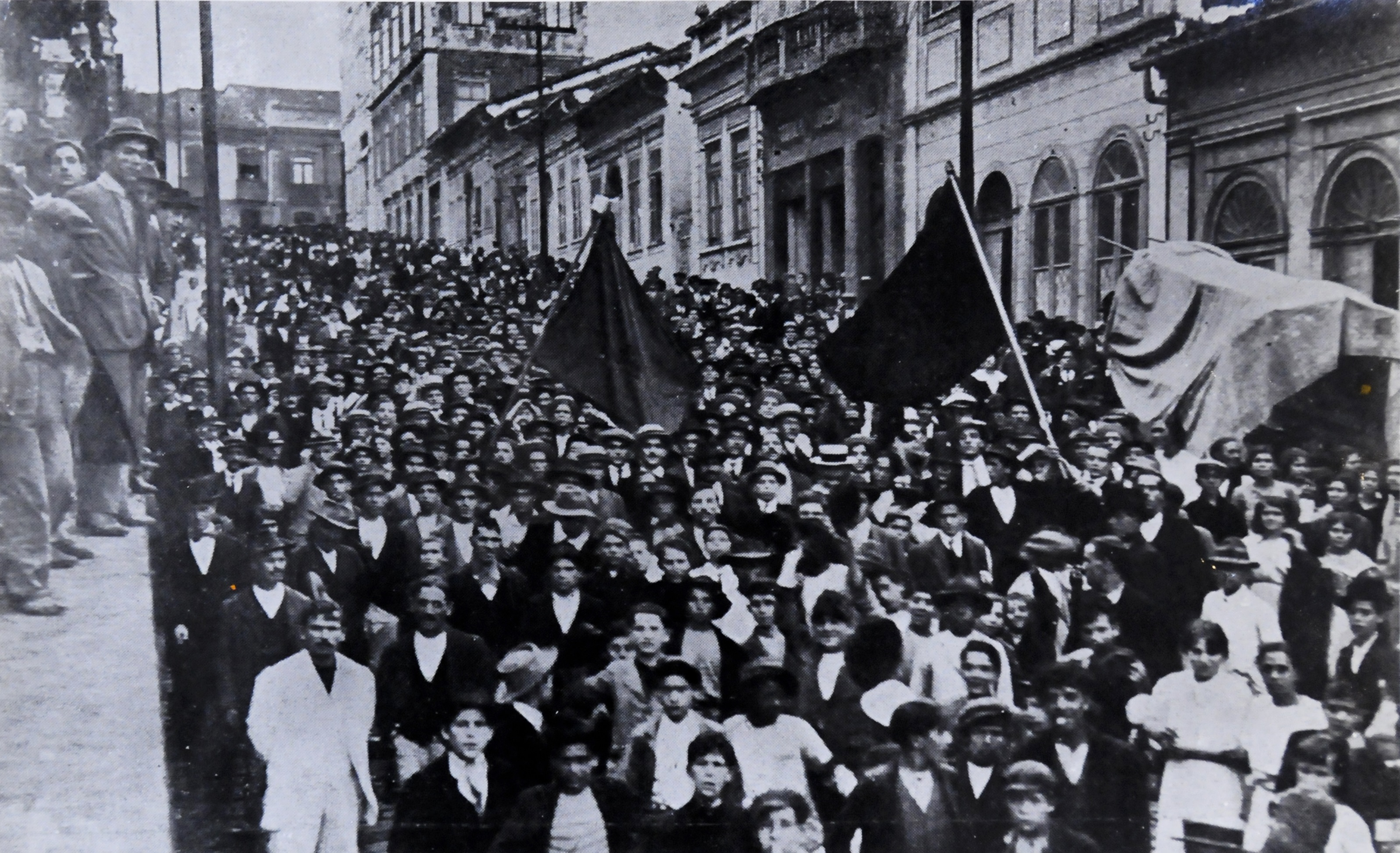
Operários e anarquistas marcham portando bandeiras negras pela cidade de São Paulo durante a greve de 1917. O anarquismo social ou de massas sustenta que os anarquistas devem participar dos movimentos populares de massa para radicalizá-los e transformá-los em alavancas para a transformação revolucionária

O anarquismo social ou de massas, como definido por Michael Schmidt e Lucien van der Walt,
... enfatiza a visão de que somente os movimentos de massa podem criar uma transformação revolucionária na sociedade, que tais movimentos são normalmente construídos por meio de lutas em torno de questões imediatas e de reformas (em torno de salários, brutalidade policial ou altos preços etc.), e que os anarquistas devem participar desses movimentos para radicalizá-los e transformá-los em alavancas para a transformação revolucionária.
Os defensores do anarquismo social ou de massas constituem o setor organizacionista do anarquismo, sendo favoráveis à organização; defendem que a transformação social só pode se dar pelo protagonismo dos movimentos populares, sejam eles construídos nos locais de trabalho ou nas comunidades. Entretanto, houve alguns casos de antiorganizacionistas que se vincularam ao anarquismo social ou de massas, embora constituam exceção.
Ao contrário dos anarquistas insurrecionários, os anarquistas que defendem o anarquismo social ou de massas se posicionam favoráveis em relação às lutas de curto prazo e sustentam que as reformas — desde que sejam conquistadas pelos próprios movimentos populares e não vindas "de cima" como obra da burguesia ou dos governos — são os primeiros objetivos da luta popular de massas. Essa luta, que deve constituir-se com a mobilização social em torno de reivindicações, segundo eles, fortalece a consciência e solidariedade de classe e melhora as condições do povo, quando há conquistas. Assim, para esses anarquistas, reformas e revolução não são necessariamente contraditórias; dependendo de como forem conquistadas, podem ser complementares; é na luta pelas reformas que se forjam as condições para realizar a revolução, segundo eles.
Sobre a questão da violência, esses anarquistas concordam que as ideias anarquistas também devem ser difundidas por atos, ainda que entendam por atos as mobilizações populares de massa, e não os atos isolados de violência; atos que também devem ser conciliados com as intervenções por meio de discursos e escritos. A violência não deve, deste ponto de vista, ser realizada com o objetivo de criar movimentos insurrecionais, mas ser perpetrada a partir de movimentos populares amplos já existentes, e, portanto, ter significativo respaldo popular; uma violência que deve ser levada a cabo pela própria classe organizada, de maneira a fortalecê-la nos conflitos de classe.
Essa corrente foi historicamente majoritária e teve, como adeptos, militantes e teóricos proeminentes como Mikhail Bakunin, Buenaventura Durruti, Fernand Pelloutier, Rudolf Rocker, Voline, Ricardo Flores Magón, Ba Jin e Edgard Leuenroth, além de Makhno, Kropotkin e Malatesta, que, durante a maior parte de suas vidas, defenderam essa abordagem.
O anarquismo social ou de massas, entretanto, teria duas subdivisões de ordem estratégica em relação às abordagens sindicais e antissindicais. Dentre as abordagens sindicais, estão as posições anarcossindicalistas e sindicalistas revolucionárias; entre as abordagens antissindicalistas, estão as posições que defendem as mobilizações de massa pelos locais de moradia.

## Críticas
As críticas mais comuns ao anarquismo sustentam que este seria uma ideologia utópica e inviável, na medida em que, para esses críticos, as forças repressivas seriam absolutamente necessárias para a manutenção da ordem social, relacionando o anarquismo com a destruição, o caos, a desorganização e com posturas antissociais e desagregadoras, geralmente violentas ou criminosas. Também são comuns críticas no sentido de que o anarquismo se trataria de uma ideologia juvenil, visto que por razão da idade, os jovens estariam mais naturalmente envolvidos em problemas com a autoridade e em revolta contra as concepções morais e sociais dos mais velhos.
O anarquismo também tem sido apontado por diversos críticos como uma ideologia incoerente, e sustentam que a "disputa e a discórdia sempre fizeram parte de sua mais genuína natureza", e ainda apontam que o anarquismo jamais teve impacto popular relevante e que encontrou a oposição de todas as classes. Críticos marxistas geralmente afirmam que o anarquismo seria uma doutrina pequeno-burguesa, alheia ao proletariado, sem fundamentos, voluntarista, idealista, individualista e sectária, muitas vezes argumentando que o anarquismo se sustenta em versões extremadas do liberalismo individualista e que ele não teria qualquer contribuição significativa para a teoria socialista e o movimento operário de modo geral. Marxista notório, o historiador inglês Eric Hobsbawm afirmou que, em todos os países onde o anarquismo teve um papel importante na vida política, as estratégias dos anarquistas foram totalmente ineficazes, considerando-o "um capítulo definitivamente encerrado no desenvolvimento dos movimentos revolucionários e operários modernos", tratando-o como um fenômeno pré-político e pré-industrial que encontrou expressão apenas em países menos desenvolvidos economicamente; para ele, "o principal atrativo do anarquismo era emocional e não intelectual".